# Cretacico
| Periodo                                                                                     | Epoca                | Piano          | Età (Ma)    |
| ------------------------------------------------------------------------------------------- | -------------------- | -------------- | ----------- |
| Paleogene                                                                                   | Paleocene            | Daniano        | Più recente |
| Cretacico                                                                                   | Cretacico superiore  | Maastrichtiano | 72,2 ±0,2   |
| Cretacico                                                                                   | Cretacico superiore  | Campaniano     | 83,6 ±0,2   |
| Cretacico                                                                                   | Cretacico superiore  | Santoniano     | 85,7 ±0,2   |
| Cretacico                                                                                   | Cretacico superiore  | Coniaciano     | 89,8 ±0,3   |
| Cretacico                                                                                   | Cretacico superiore  | Turoniano      | 93,9 ±0,2   |
| Cretacico                                                                                   | Cretacico superiore  | Cenomaniano    | 100,5 ±0,1  |
| Cretacico                                                                                   | Cretacico inferiore  | Albiano        | 113,2 ±0,3  |
| Cretacico                                                                                   | Cretacico inferiore  | Aptiano        | 121,4 ±0,6  |
| Cretacico                                                                                   | Cretacico inferiore  | Barremiano     | 125,77      |
| Cretacico                                                                                   | Cretacico inferiore  | Hauteriviano   | 132,6 ±0,6  |
| Cretacico                                                                                   | Cretacico inferiore  | Valanginiano   | 137,05 ±0,5 |
| Cretacico                                                                                   | Cretacico inferiore  | Berriasiano    | 143,1 ±0,6  |
| Giurassico                                                                                  | Giurassico superiore | Titoniano      | Più antico  |
| Suddivisione del Cretacico secondo la Commissione internazionale di stratigrafia dell'IUGS. |                      |                |             |

Nella scala dei tempi geologici, il Cretacico o Cretaceo, corrisponde al terzo e ultimo periodo dell'era Mesozoica, compreso tra 143,1 ± 0,6 e 66 milioni di anni fa (Ma). È preceduto dal Giurassico e seguito dal Paleogene, il primo periodo della successiva era Cenozoica o Terziaria. 
Per la sua durata, di circa 80 milioni di anni, è il più lungo periodo dell'eone Fanerozoico ed è anche più lungo dell'intera era successiva del Cenozoico, il quale include il periodo attuale. Viene comunemente suddiviso in due epoche, il Cretacico inferiore e il Cretacico superiore. Questo periodo inizia dalla comparsa dell'ammonite Berriasella jacobi e termina in corrispondenza dell'anomalia dell'iridio associata all'estinzione di massa di numerosi organismi marini (foraminiferi e nanofossili calcarei) e terrestri (dinosauri non aviani).

## Etimologia
Il termine Cretacico deriva dal latino creta, e fu definito come periodo indipendente dal geologo belga Jean d'Omalius d'Halloy nel 1822 basandosi sugli strati di chalk, il calcare bianco della depressione di Parigi, un deposito esteso e molto ricco di fossili, che caratterizza il Cretacico superiore.

## Suddivisione
La Commissione internazionale di stratigrafia riconosce per il Cretacico due epoche, 
Cretacico inferiore e Cretacico superiore, e dodici piani ordinati dal più recente al più antico secondo il seguente schema:

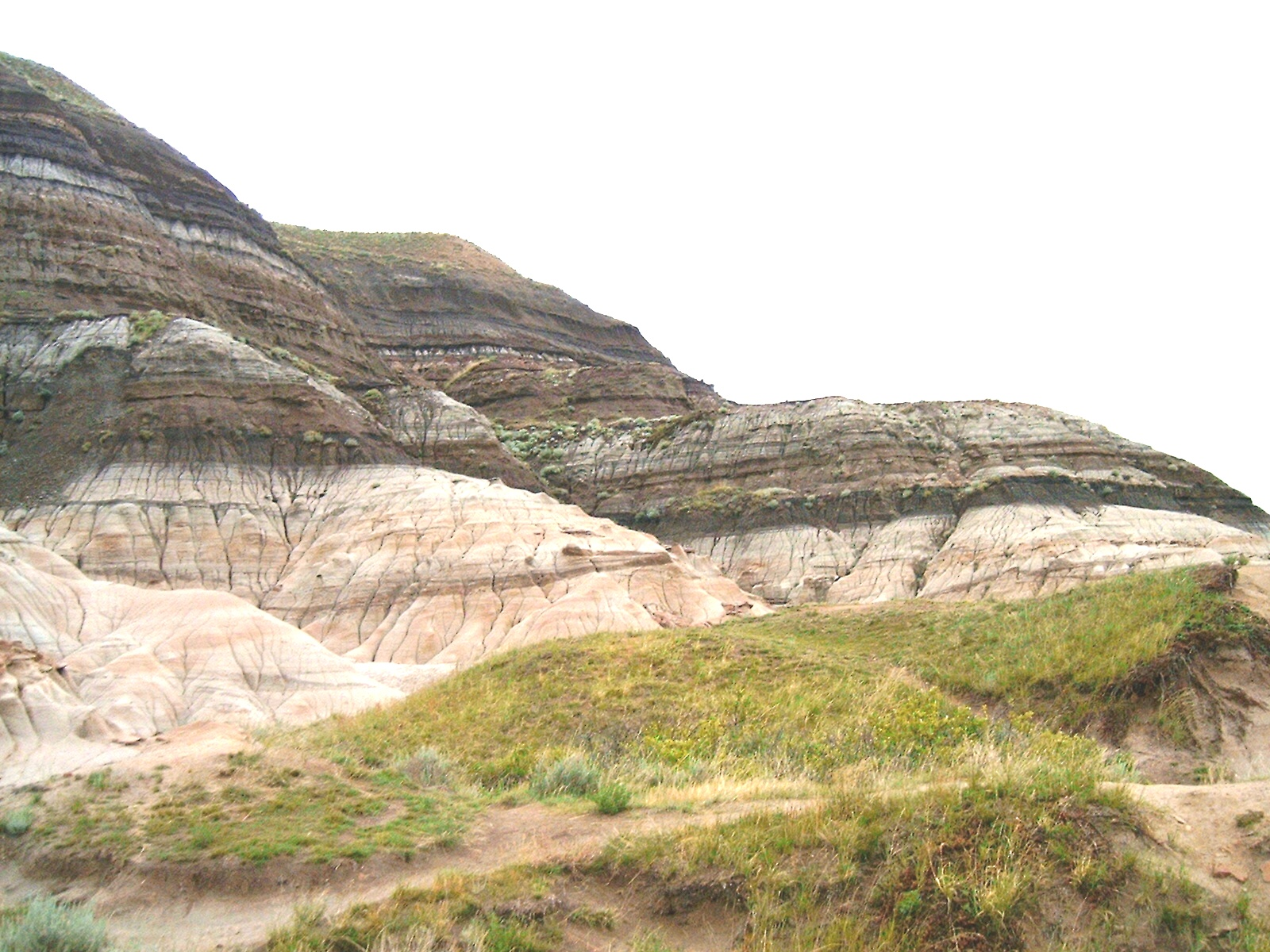
Strati del limite Cretacico-Terziario nella provincia di Alberta, Canada.

| Cretacico superiore |                                |
| Maastrichtiano      | (72,2 ± 0,2 – 66,0 Ma)         |
| Campaniano          | (83,6 ± 0,2 – 72,2 ± 0,2 Ma)   |
| Santoniano          | (85,7 ± 0,2 – 83,6 ± 0,2 Ma)   |
| Coniaciano          | (89,8 ± 0,3 – 85,7 ± 0,2 Ma)   |
| Turoniano           | (93,9 ±0,2 – 89,8 ± 0,3 Ma)    |
| Cenomaniano         | (100,5 ±0,1 – 93,9 ±0,2 Ma)    |
|                     |                                |
| Cretacico inferiore |                                |
| Albiano             | (113,2 ±0,3 – 100,5 ±0,1 Ma)   |
| Aptiano             | (121,4 ±0,6 – 113,2 ±0,3 Ma)   |
| Barremiano          | (125,77 – 121,4 ± 0,6 Ma)      |
| Hauteriviano        | (132,6 ±0,6 – 125,77 Ma)       |
| Valanginiano        | (137,05 ±0,1 – 132,6 ±0,6 Ma)  |
| Berriasiano         | (143,1 ± 0,6 – 137,05 ±0,1 Ma) |

## Definizioni stratigrafiche e GSSP
La base dell'intero periodo Cretacico, coincide con quella del Cretacico inferiore e del suo primo stadio, il Berriasiano, e viene tradizionalmente posta alla prima comparsa negli orizzonti stratigrafici della specie ammonitica Berriasella jacobi, anche se questo limite non è ancora stato ufficialmente ratificato. Altri candidati per la definizione della base dello stadio sono la base della cronozona magnetica M18r e la base della zona B dei Calpionellidi.

### GSSP
Il GSSP, il profilo stratigrafico di riferimento della Commissione internazionale di stratigrafia, non è ancora stato fissato (2010), anche se sono in corso discussioni per arrivare ad una corretta definizione del passaggio tra Giurassico e Cretacico.
La sezione di riferimento per il limite superiore è localizzata a El Kef, in Tunisia, in corrispondenza di un livello argilloso.
 
In ambiente italiano, un'importante sezione per questo limite è quella della Gola del Bottaccione, vicino a Gubbio, dove, all'interno della formazione della Scaglia Rossa è stata individuata per la prima volta l'anomalia dell'iridio che si ritiene associata all'impatto meteoritico di Chicxulub.

## Struttura
La sua lunghezza e varietà negli eventi che si verificarono nella sua durata ne fanno uno dei più interessanti della storia della Terra. Entrambi i suoi limiti sono oggetto di discussione per ragioni di ordine stratigrafico, meno discussi sono i piani in esso distinti. Inoltre non viene utilizzata una suddivisione in sottoperiodi, ma una semplice separazione in "superiore" ed "inferiore", mentre l'utilizzo del Cretacico medio è caduto in disuso ed i piani in esso contenuto sono stati inclusi nei sottoperiodi ancora in auge. 
Il limite Giurassico-Cretacico è individuabile solo in depositi marini continui con sedimentazione di organismi pelagici, vale a dire per mezzo delle ammoniti e delle calpionelle o di entrambe, mentre non è facile ubicarlo in serie di tipo epicontinentale. Il limite Cretacico-Terziario (K-T) è qui considerato coincidente con il limite fra i piani Maastrichtiano e Daniano, secondo le vedute accettate dalla maggioranza degli stratigrafi moderni, anche se la posizione del Daniano (dai più incluso nel Cenozoico) è tutt'oggi fonte di discussione.
La discontinuità più marcata è quello osservabile fra i foraminiferi planctonici, con la scomparsa simultanea a livello mondiale di una gran parte di generi e specie presenti nel Maastrichtiano, nessuna delle quali sopravvisse nel Daniano. Sulle terre emerse invece, ebbe risalto la scomparsa dei grossi rettili, principalmente i dinosauri non aviani, l'estinzione di massa probabilmente più famosa e radicata nella cultura media, anche se non la più importante. Discontinuità faunistiche altrettanto marcati si osservano nel nanoplancton, nelle rudiste e soprattutto nelle ammoniti, linea evolutiva che qui si interrompe irreversibilmente, come a segnare la fine del Mesozoico. 

## Paleontologia

### Vertebrati
I caratteri paleontologici del Cretacico sono molto importanti, primi fra tutti i vertebrati raggiunsero una posizione di predominio mai vista, specialmente sulle terre emerse; i rettili raggiunsero il loro apogeo, realizzando forme tra le più gigantesche che mai siano vissute sulla faccia della Terra e raggiungendo il massimo grado di specializzazione (Tyrannosaurus, Ceratopsidae, Pteranodon, ecc.). Alla fine del periodo si ebbero estinzioni massicce e soltanto un numero esiguo di famiglie, i cui rappresentanti nacquero durante il Cretacico, sopravvissero fino ai nostri giorni. Sempre da rettili, in questo periodo si diffusero gli uccelli (ancora dentati), originatisi dai dinosauri durante il precedente Giurassico, i cheloni da una linea antica di rettili anapsidi, e i primi anfibi urodeli. Esclusivi del Cretacico sono i mosasauri, peculiari rettili acquatici..

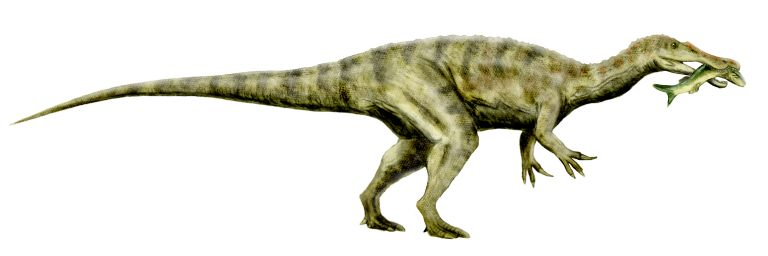
Baryonyx
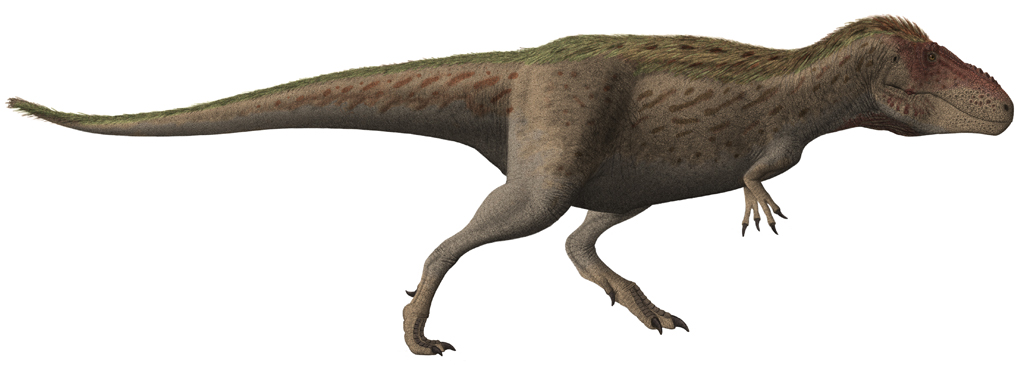
Tarbosaurus
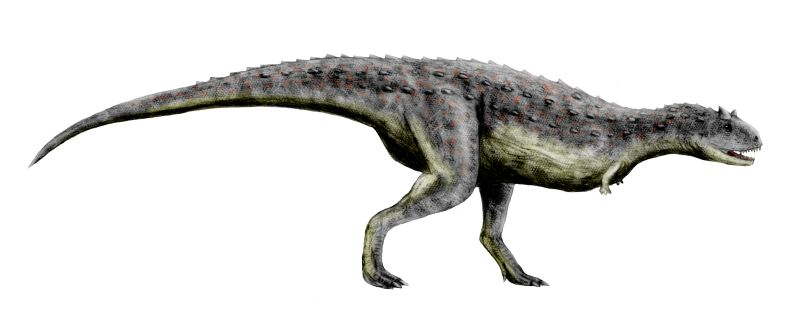
Carnotaurus
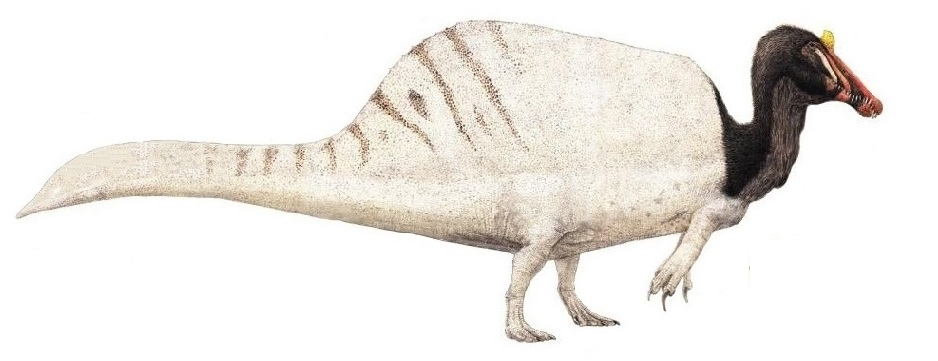
Spinosaurus
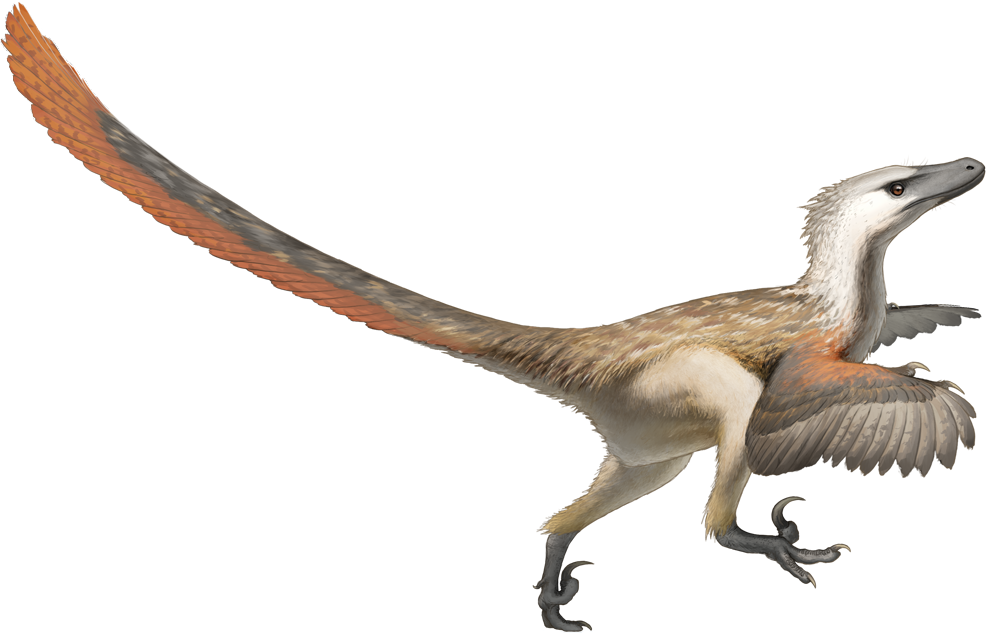
Velociraptor
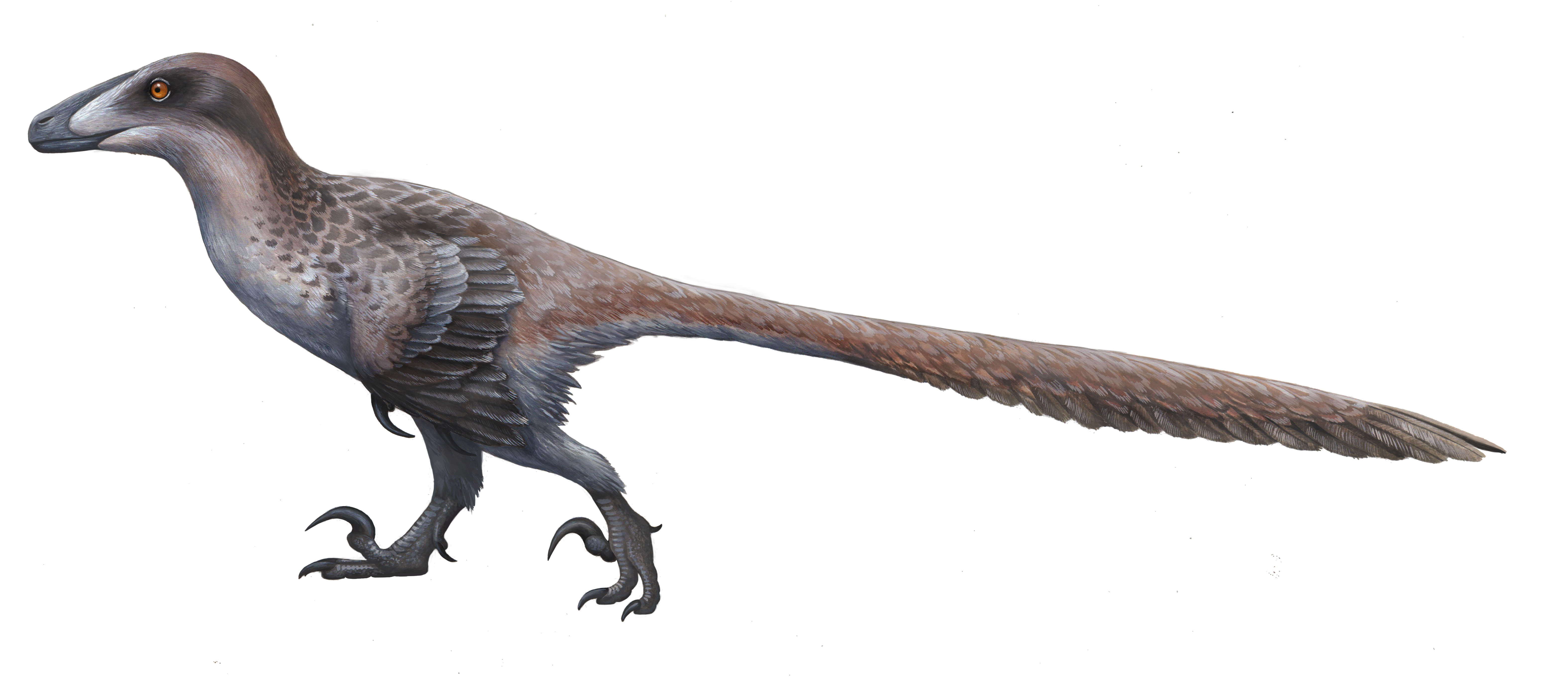
Deinonychus
Utahraptor
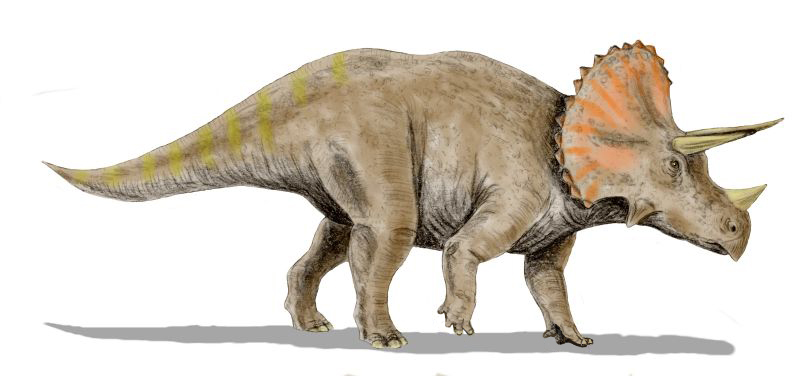
Triceratops
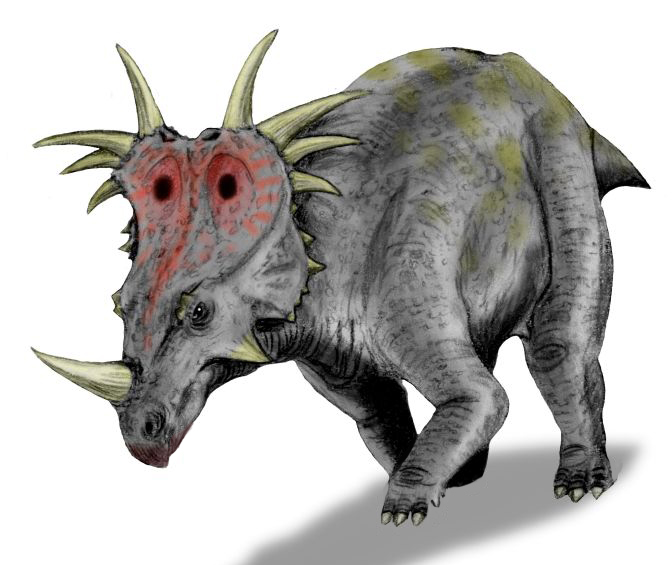
Styracosaurus
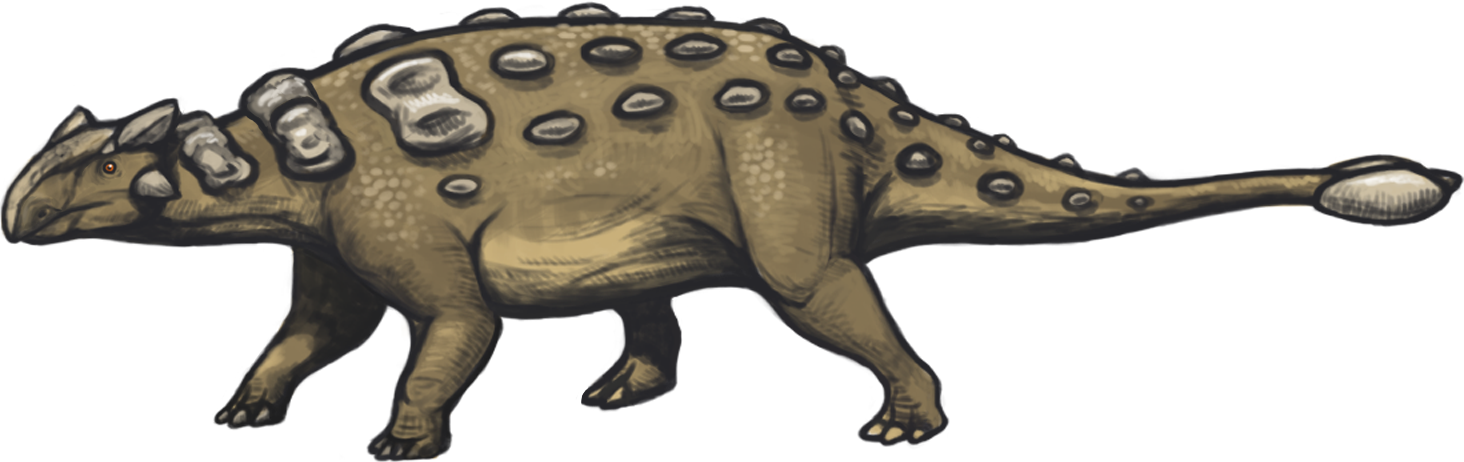
Ankylosaurus
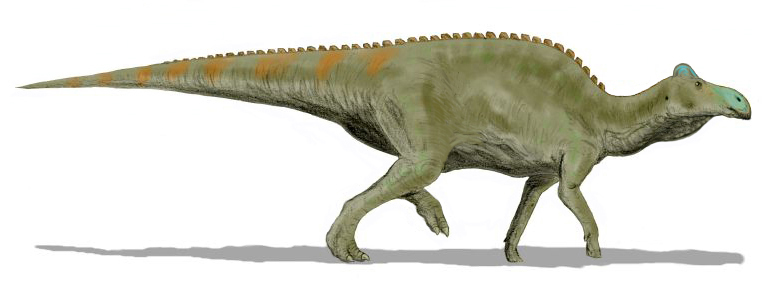
Edmontosaurus
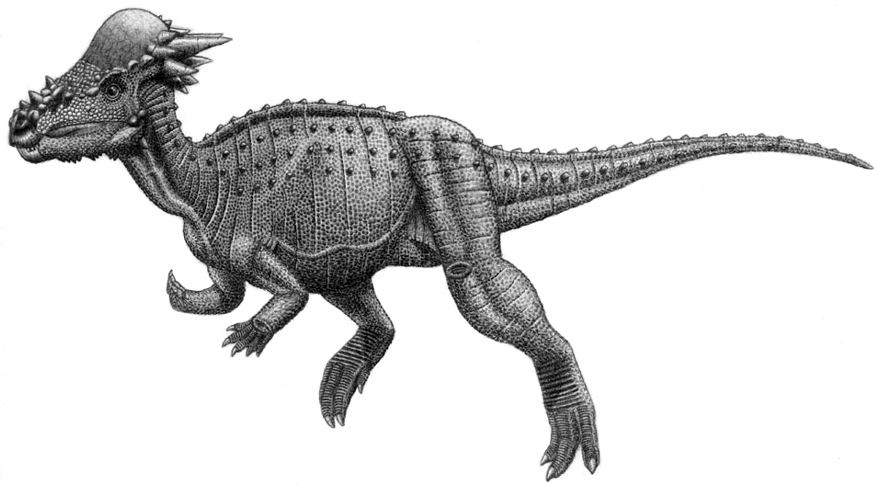
Pachycephalosaurus
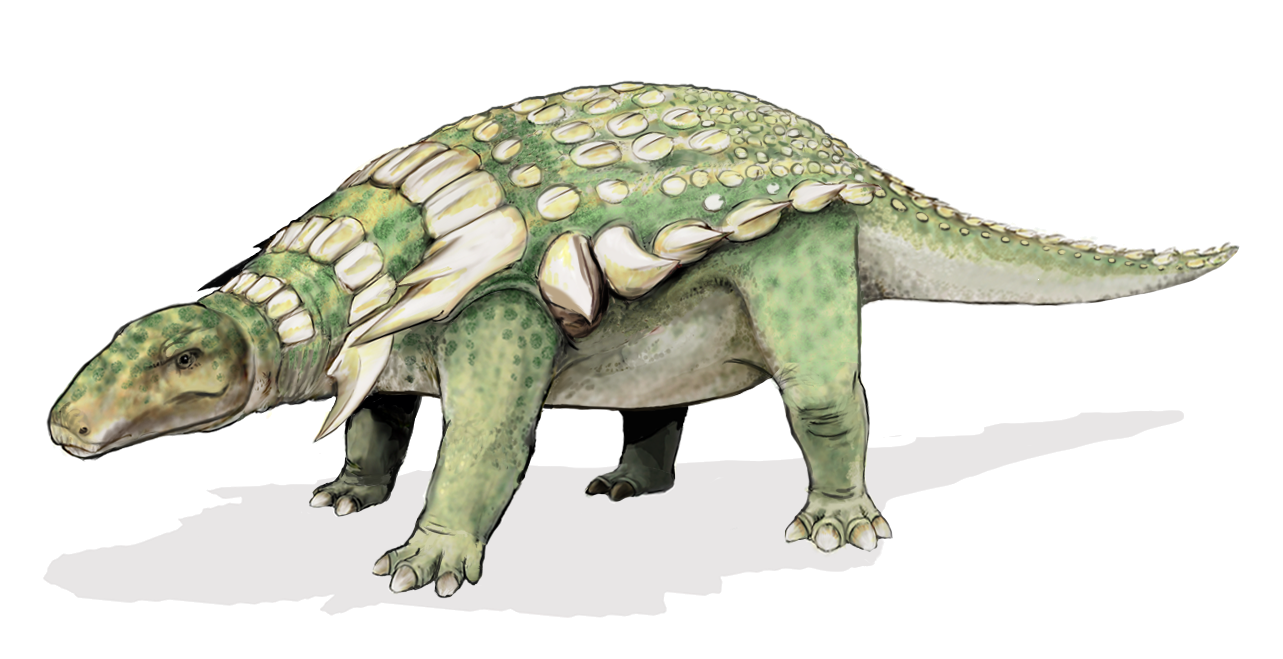
Edmontonia
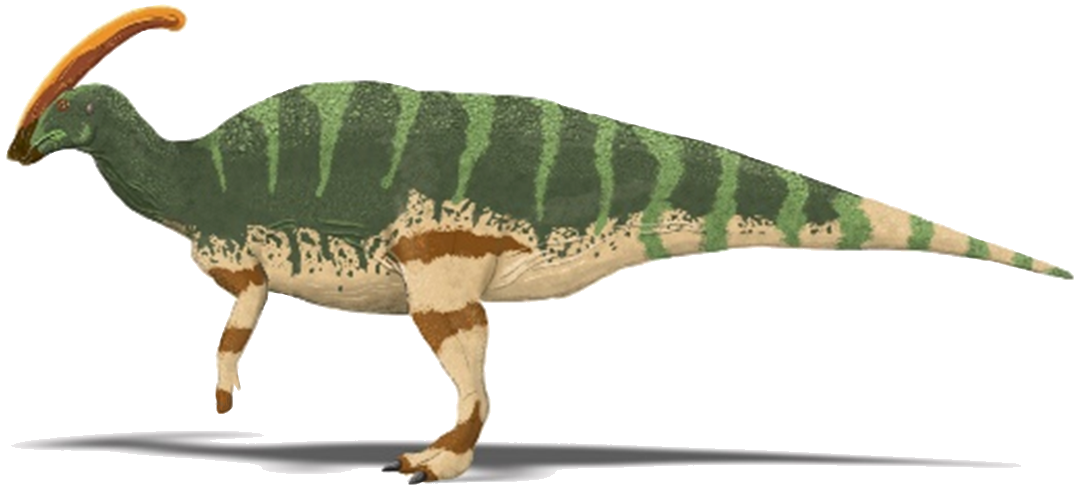
Parasaurolophus
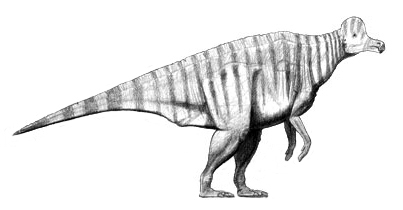
Corythosaurus
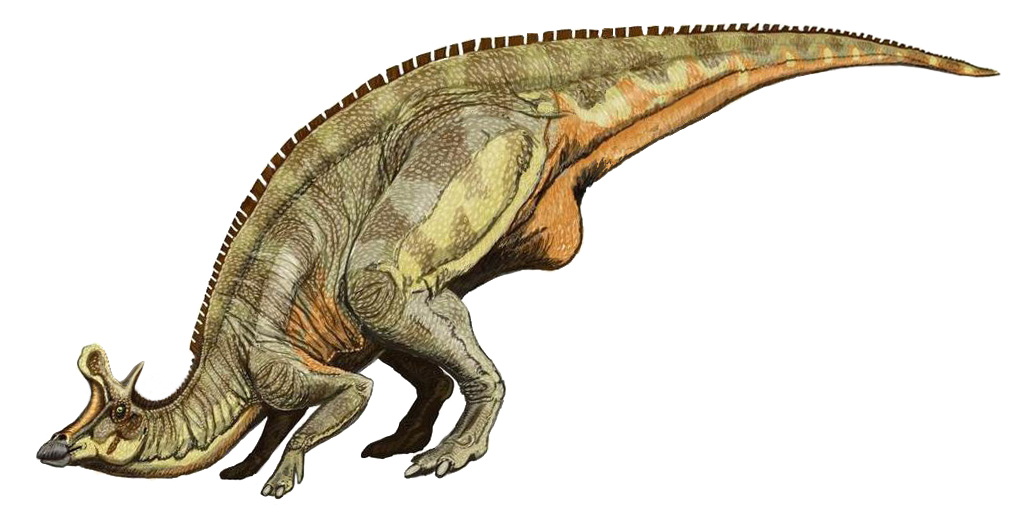
Lambeosaurus
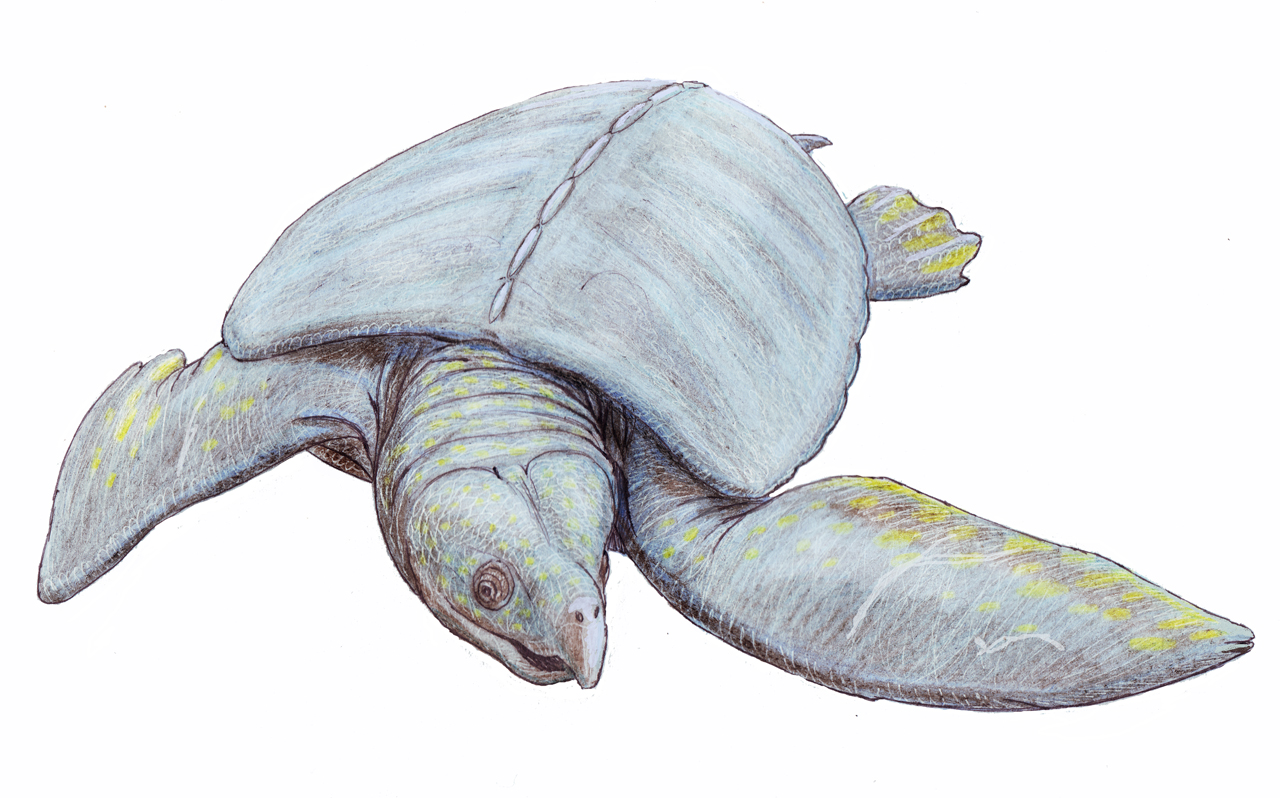
Archelon (Testudines)
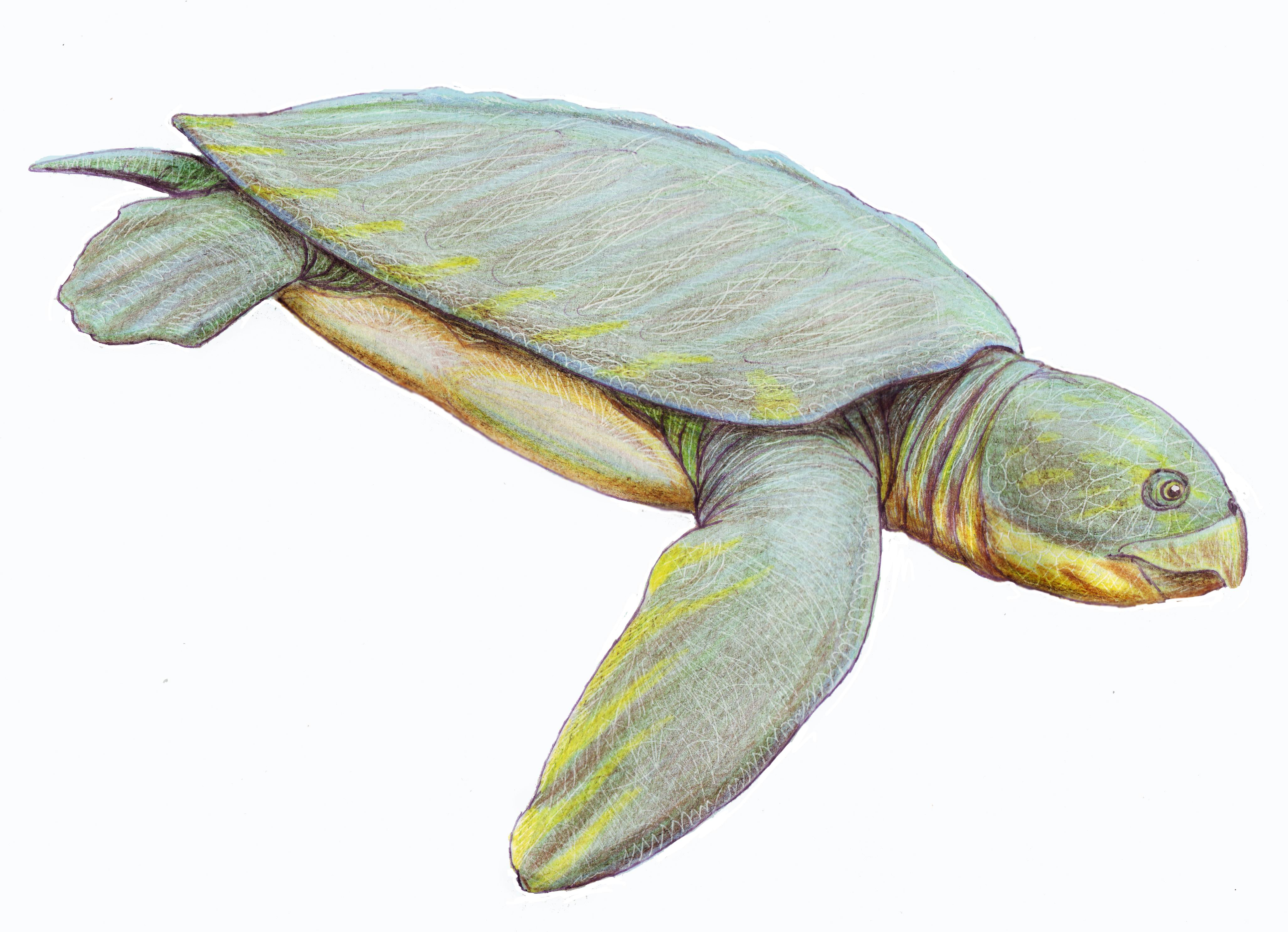
Protostega (Testudines)
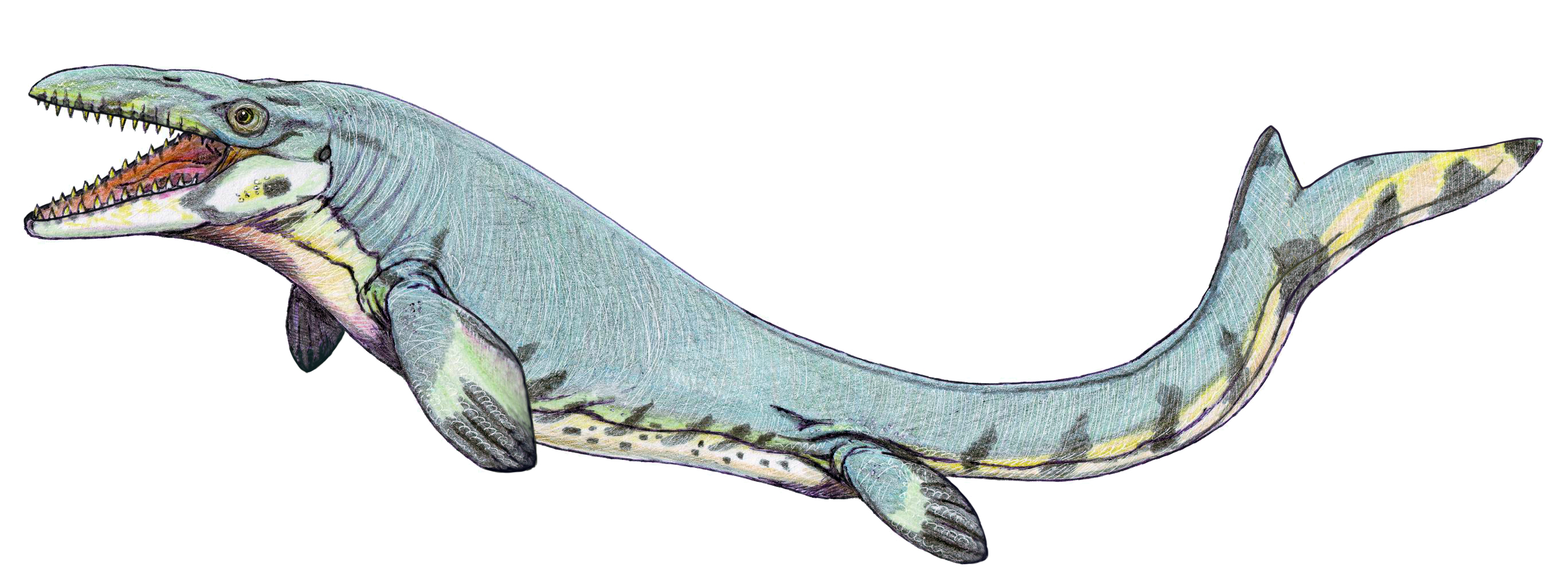
Mosasaurus (Squamata)
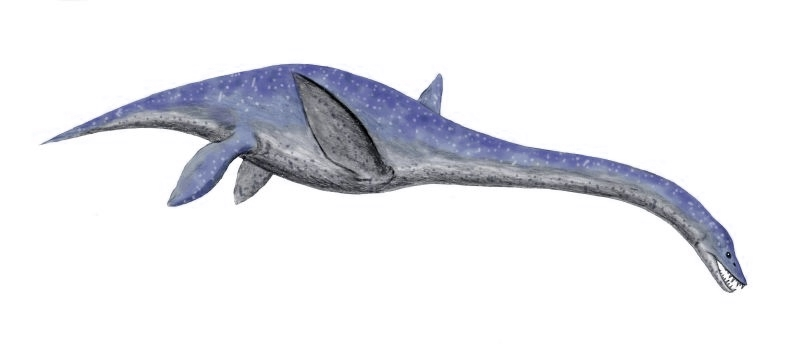
Libonectes (Plesiosauria)
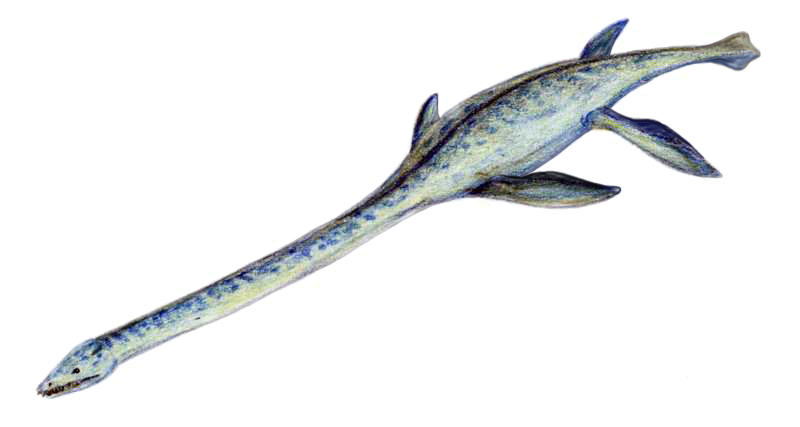
Elasmosaurus (Plesiosauria)
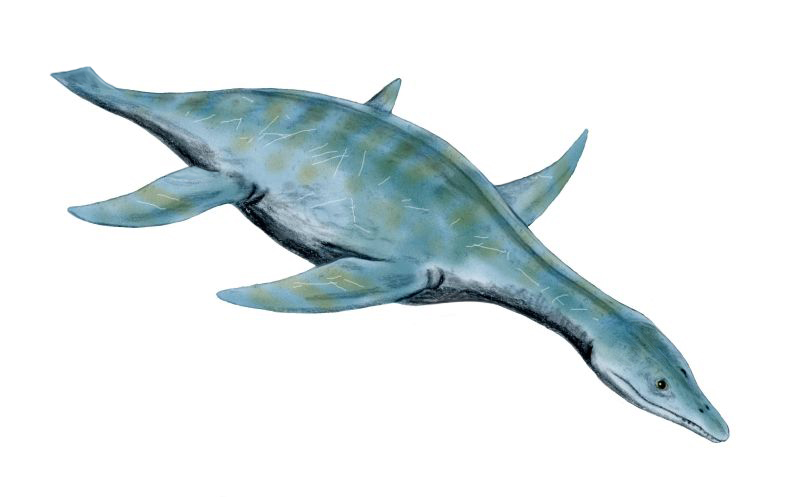
Leptocleidus (Plesiosauria)
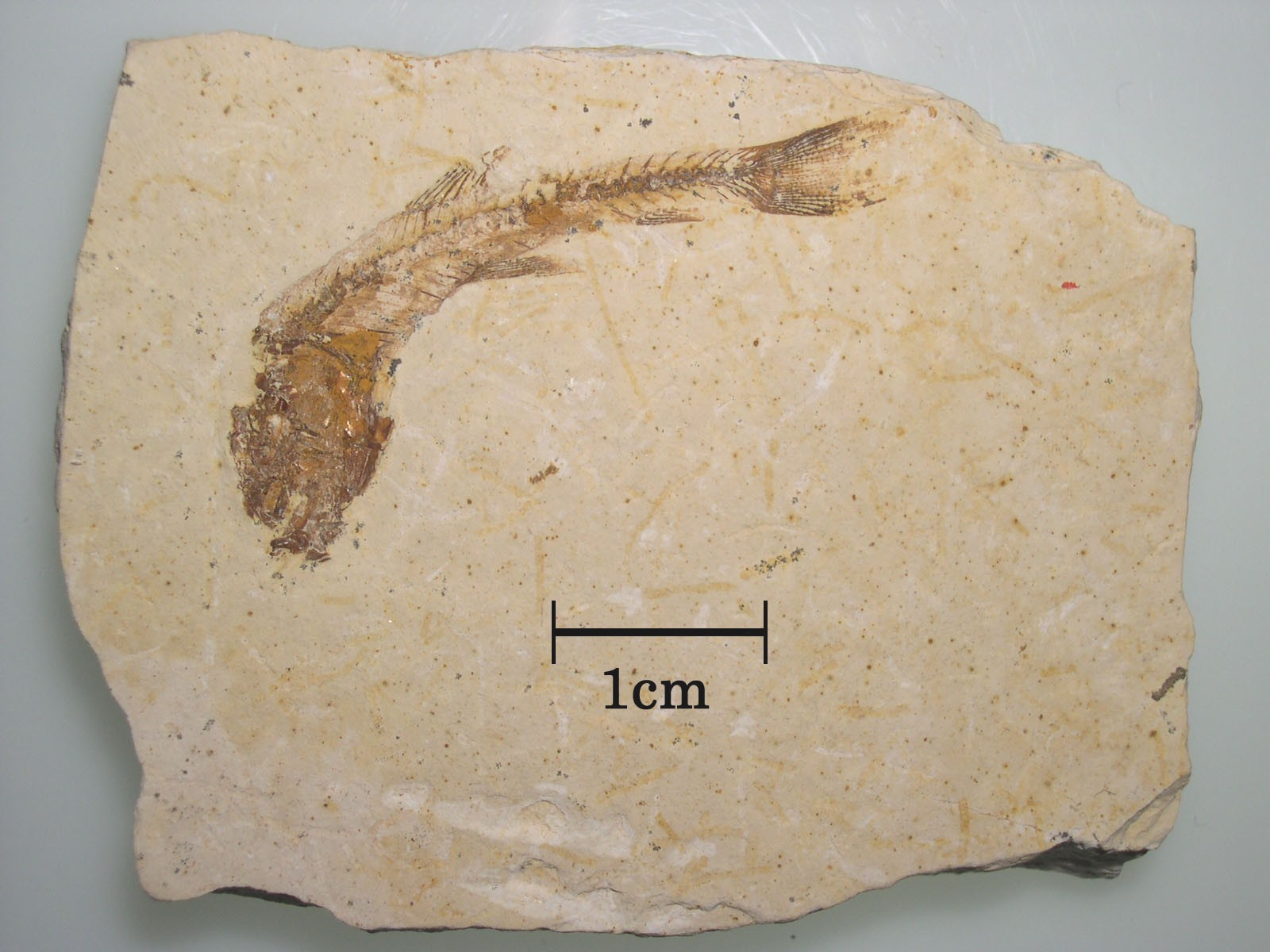
Dastilbe (Actinopterygii)
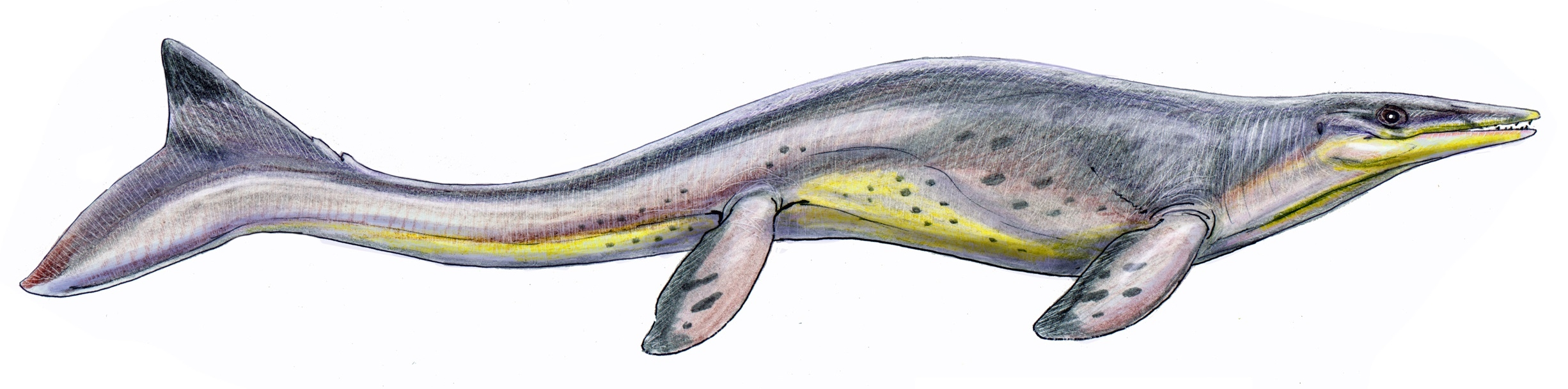
Tylosaurus (Squamata)
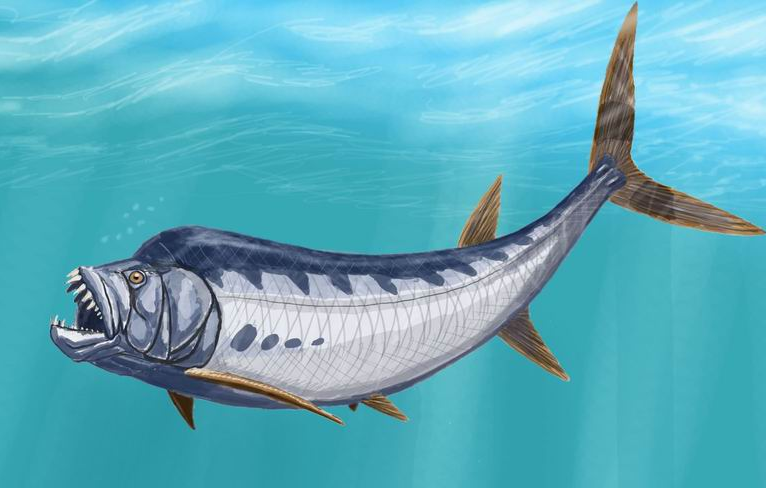
Xiphactinus (Actinopterygii)
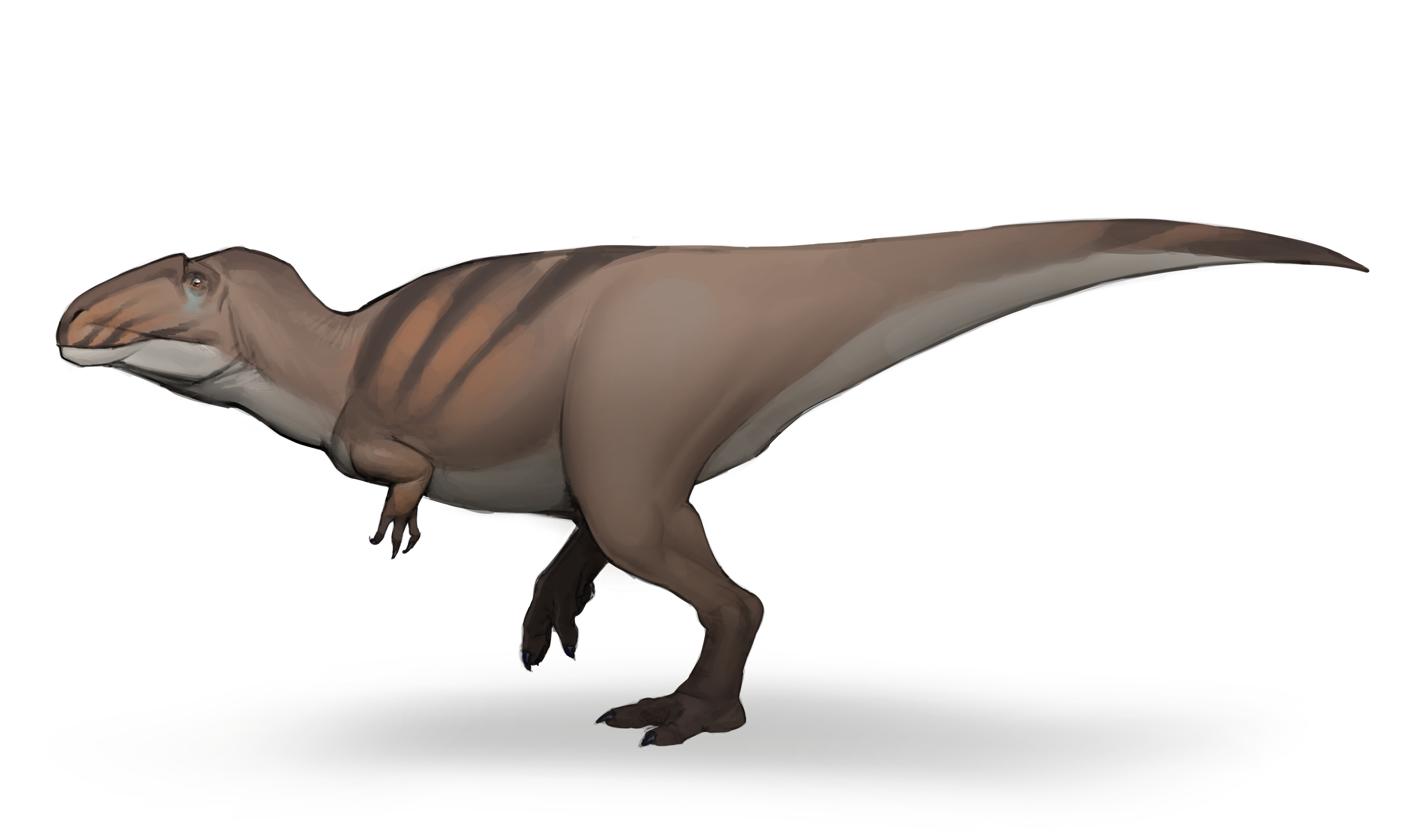
Mapusaurus
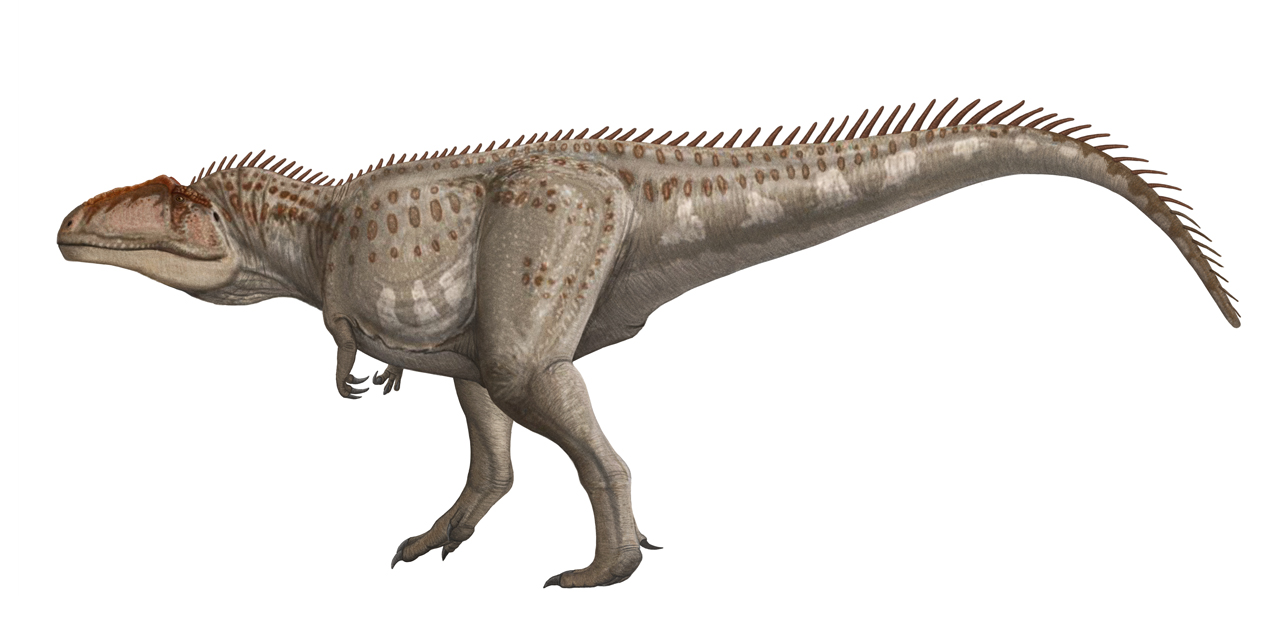
Giganotosaurus
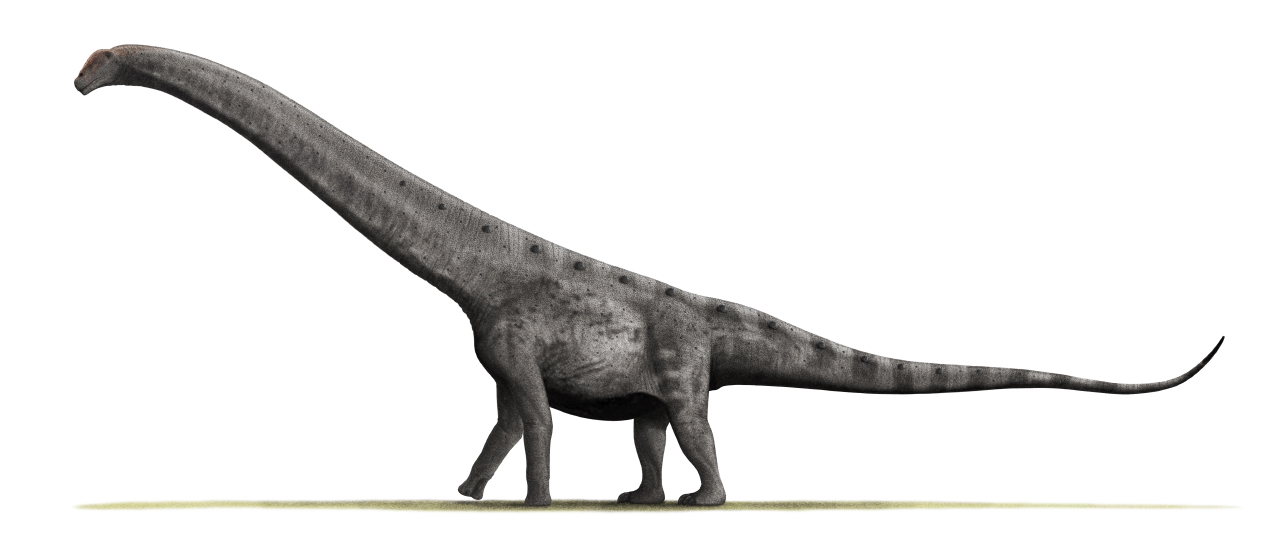
Argentinosaurus
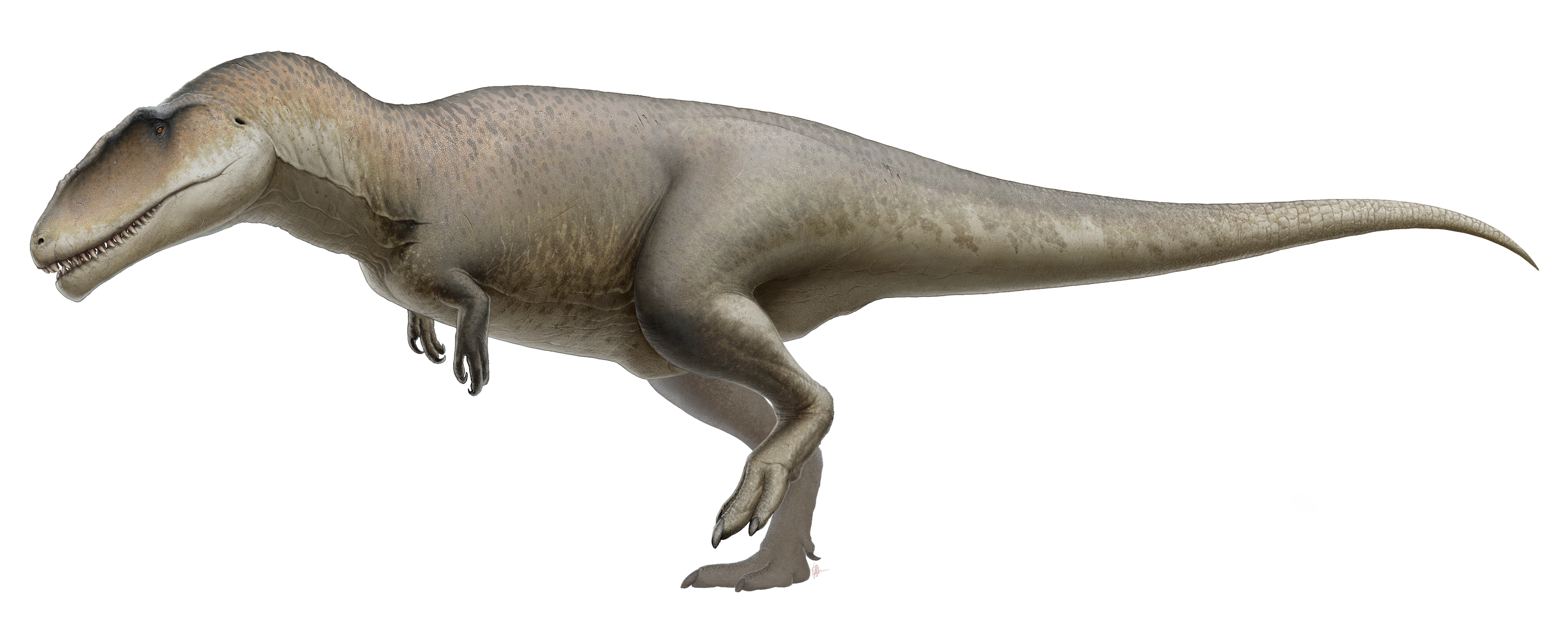
Carcharodontosaurus
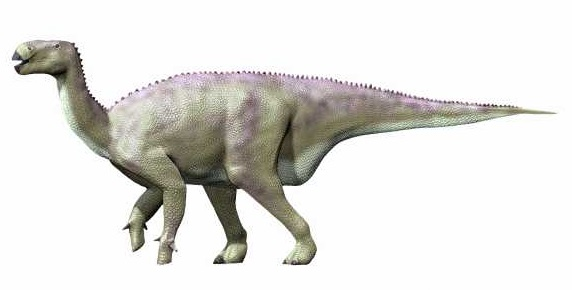
Iguanodon
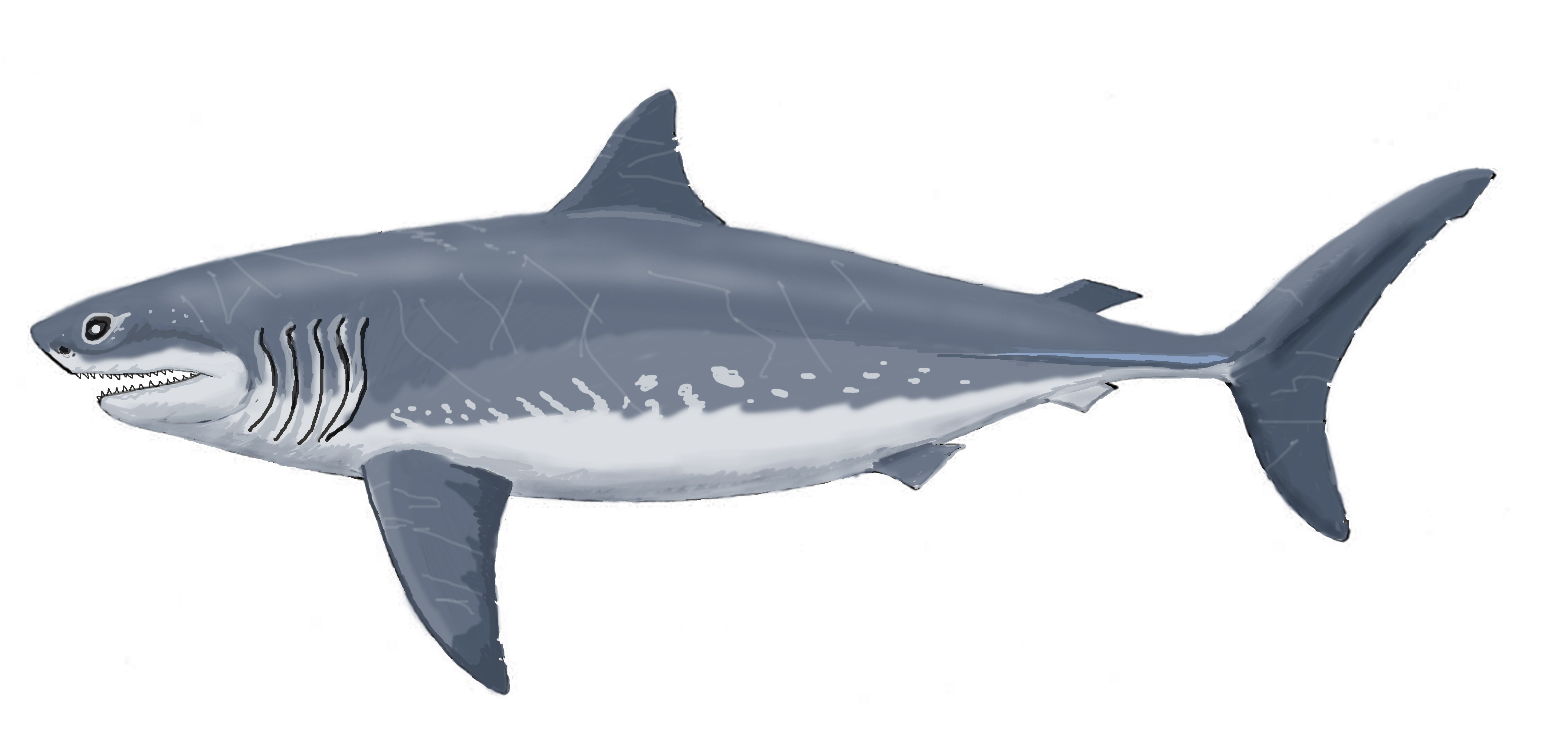
Cretoxyrhina
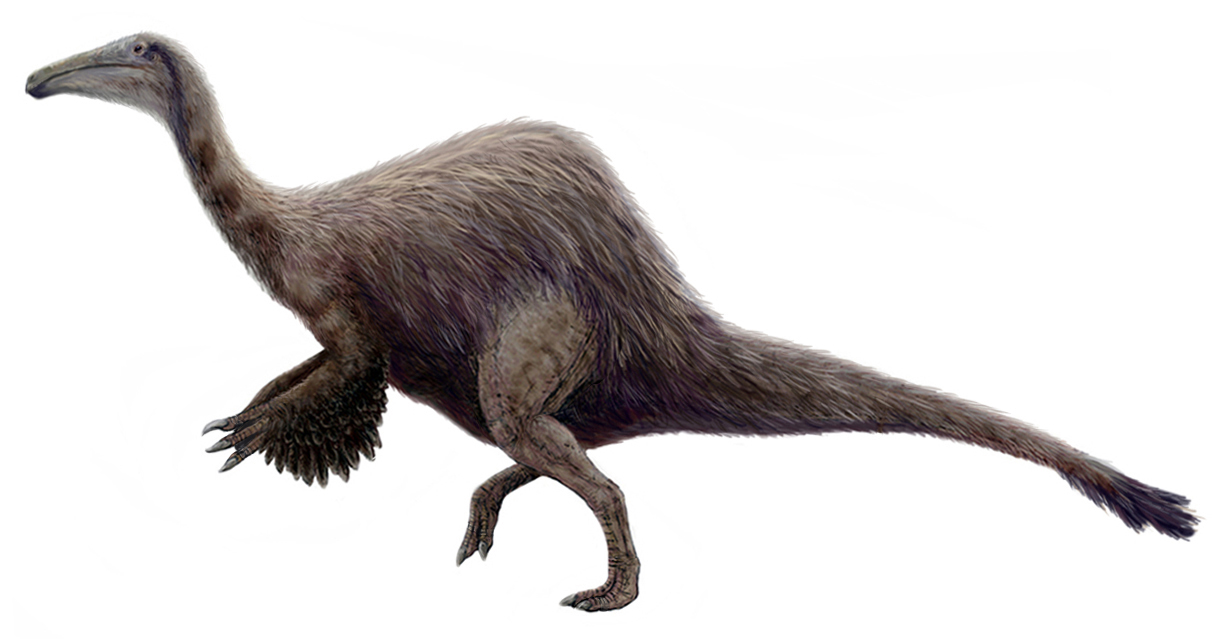
Deinocheirus
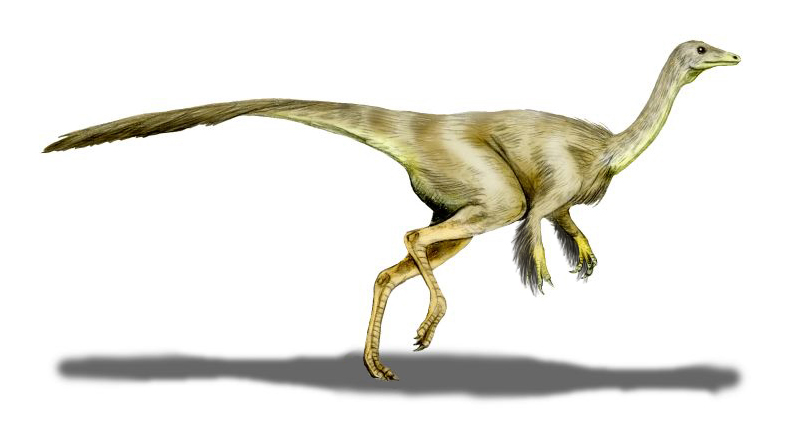
Struthiomimus
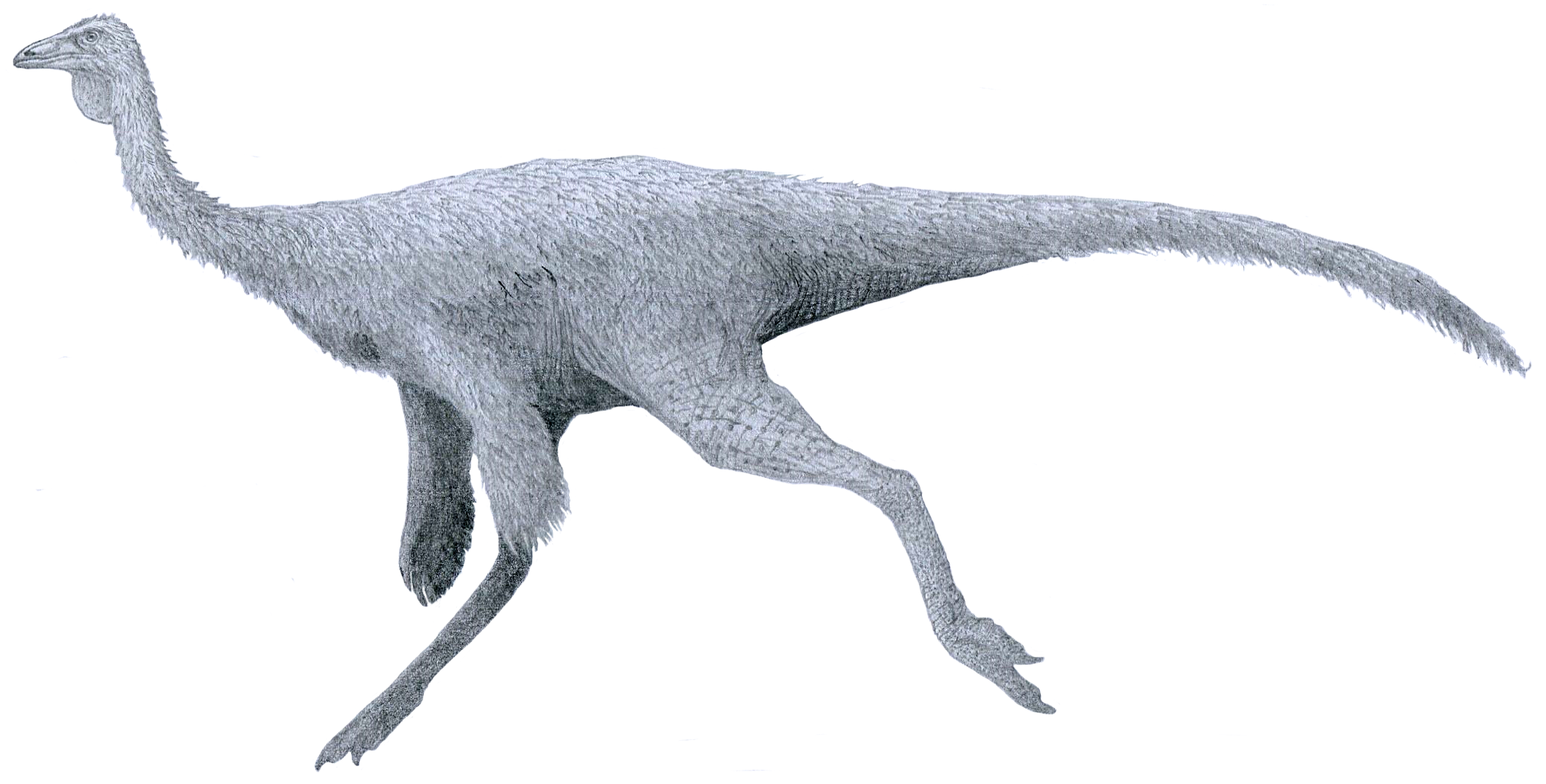
Ornithomimus
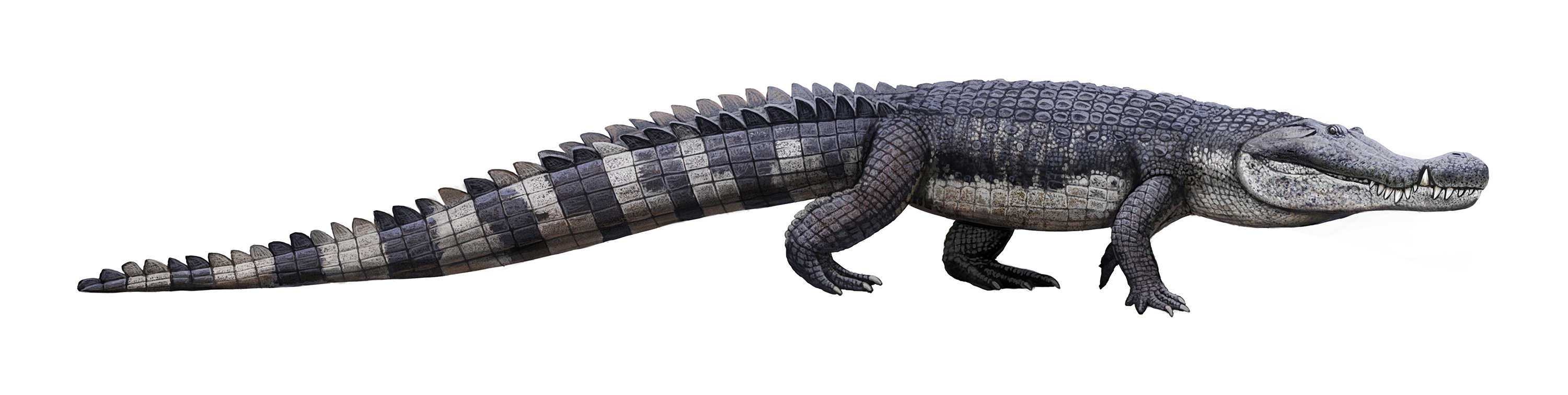
Deinosuchus
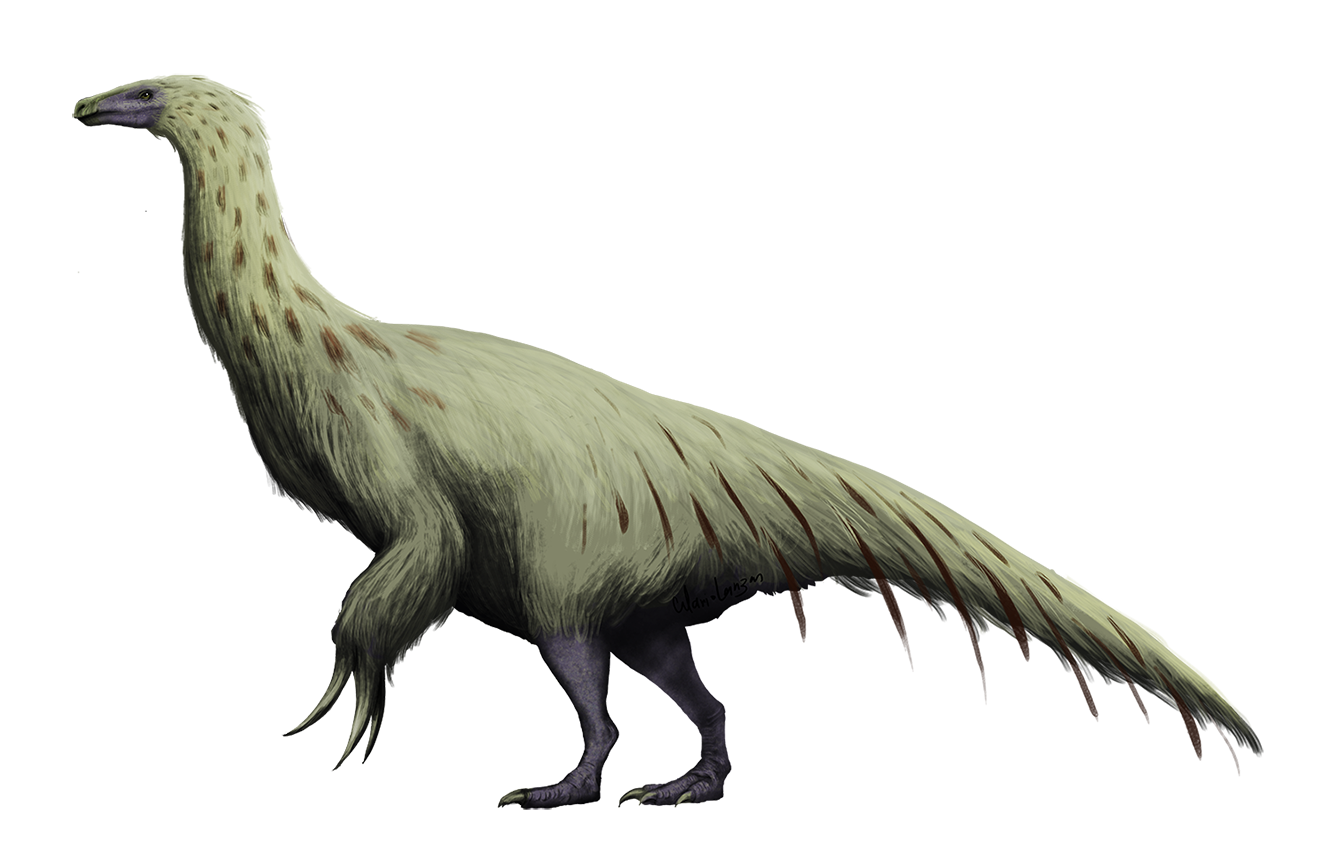
Therizinosaurus
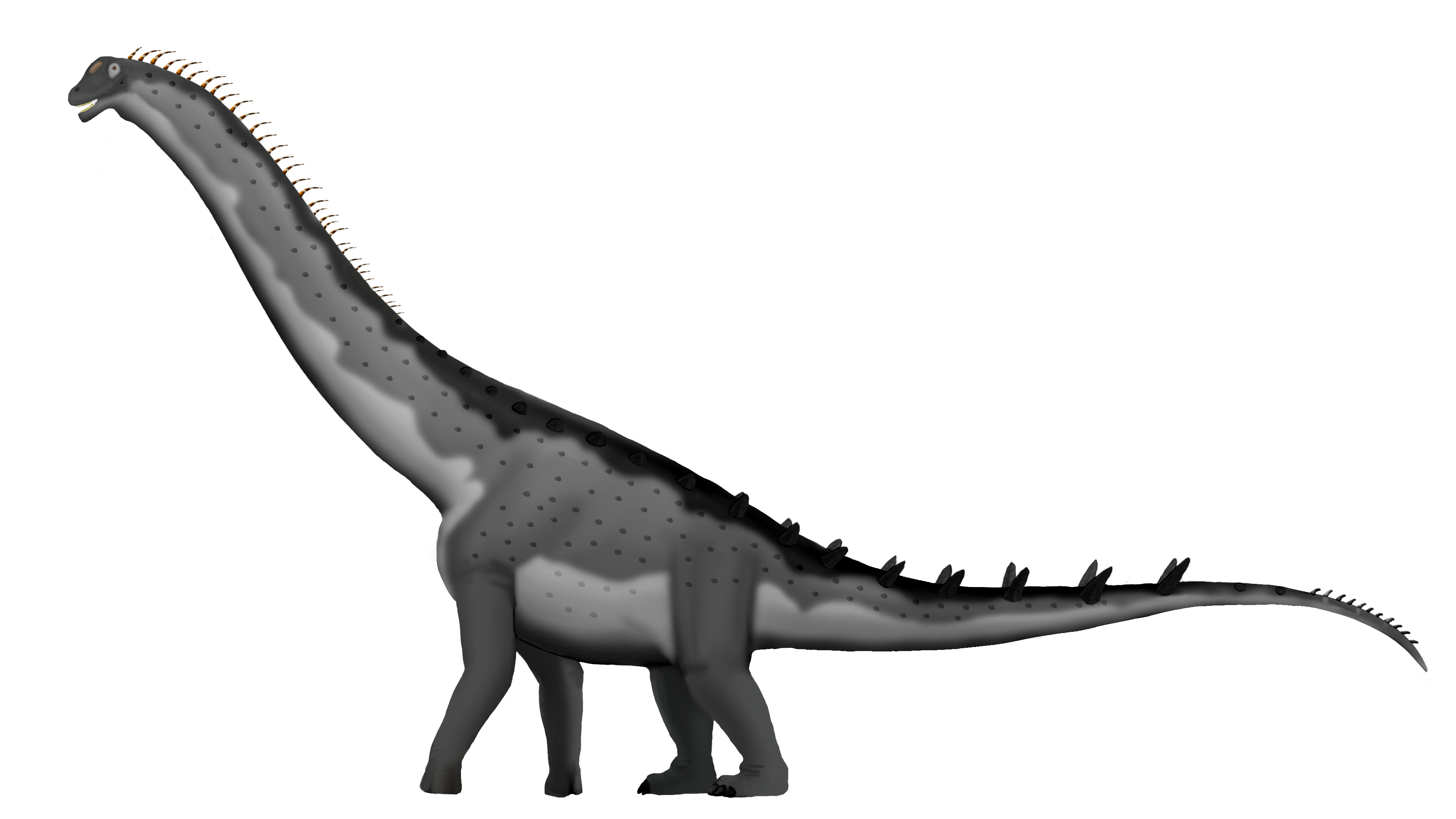
Alamosaurus
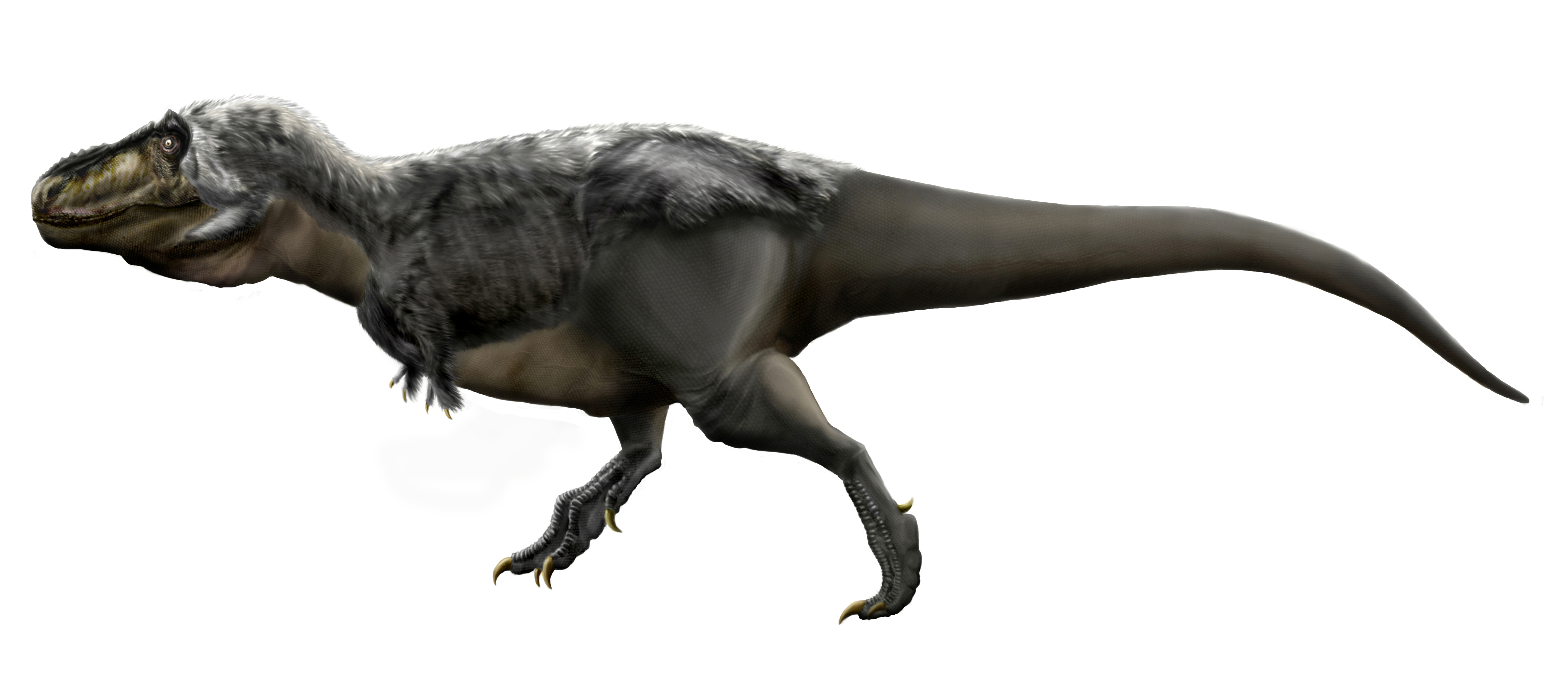
Tyrannosaurus

### Fauna aerea
I fossili di uccelli del Cretacico sono piuttosto rari e riferiti a casi isolati come una specie di colombo del Cretacico inferiore trovato in Cina nel 1992 e dei ritrovamenti spagnoli di Iberomesornis del 1988-1992 e del Concornis a Cuenca.

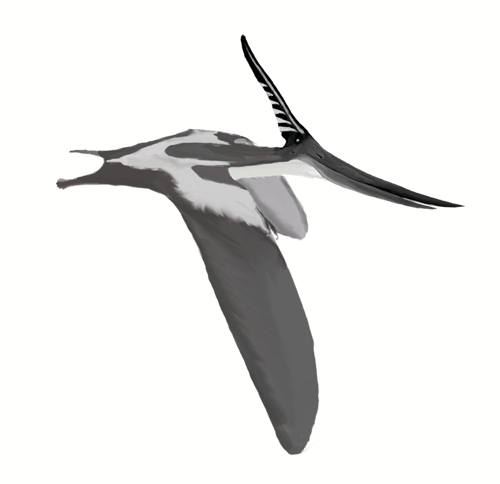
Pteranodon (Pterosauria)
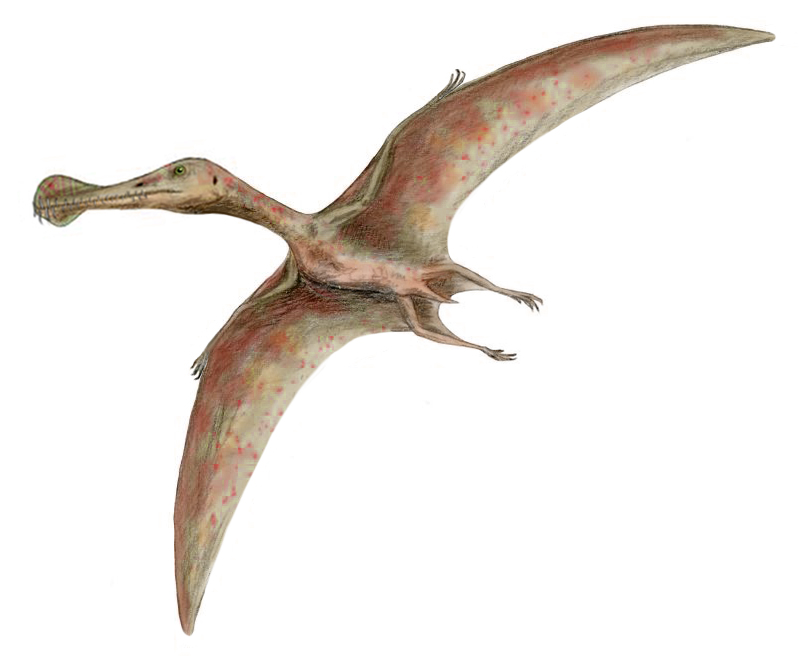
Ornithocheirus (Pterosauria)
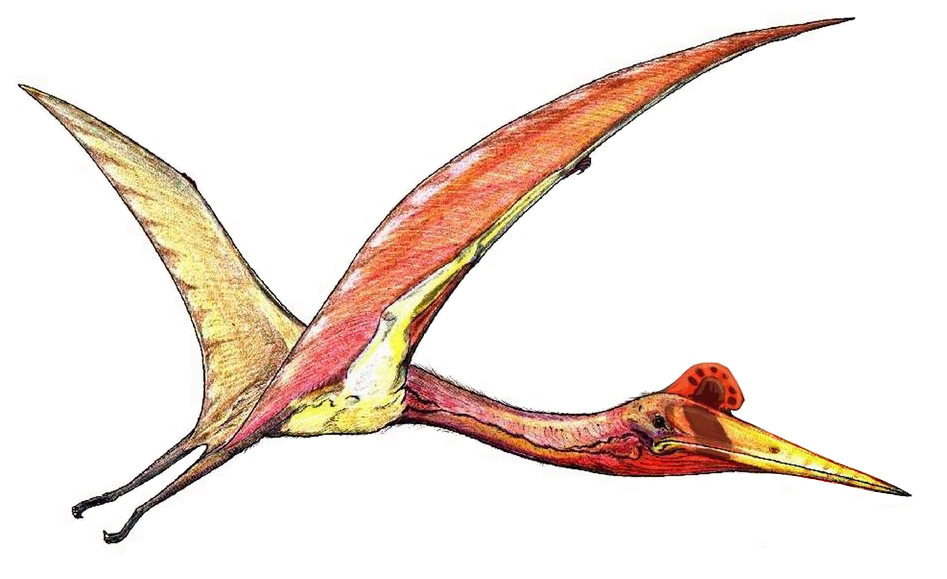
Quetzalcoatlus (Pterosauria)
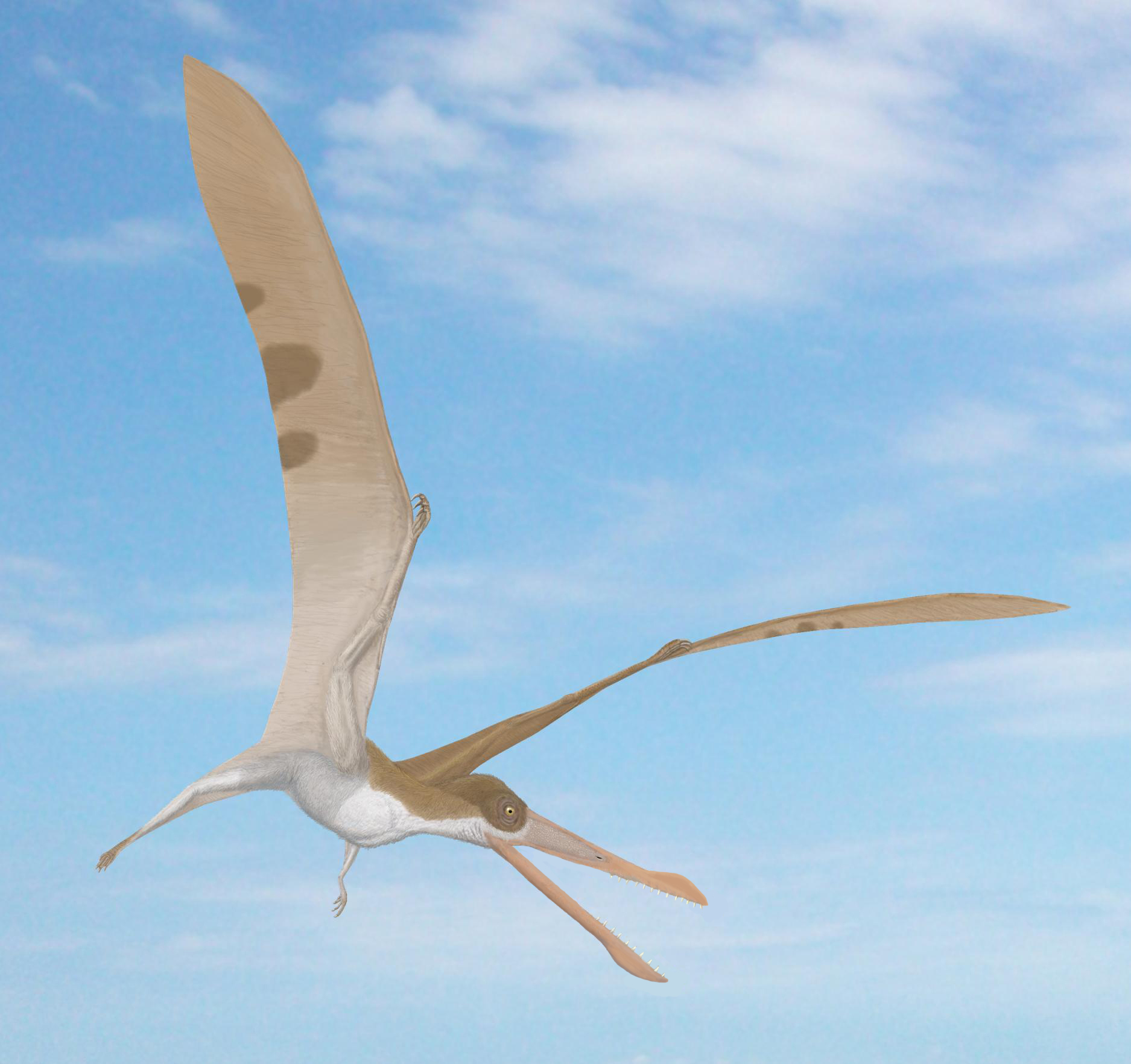
Cearadactylus (Pterosauria)
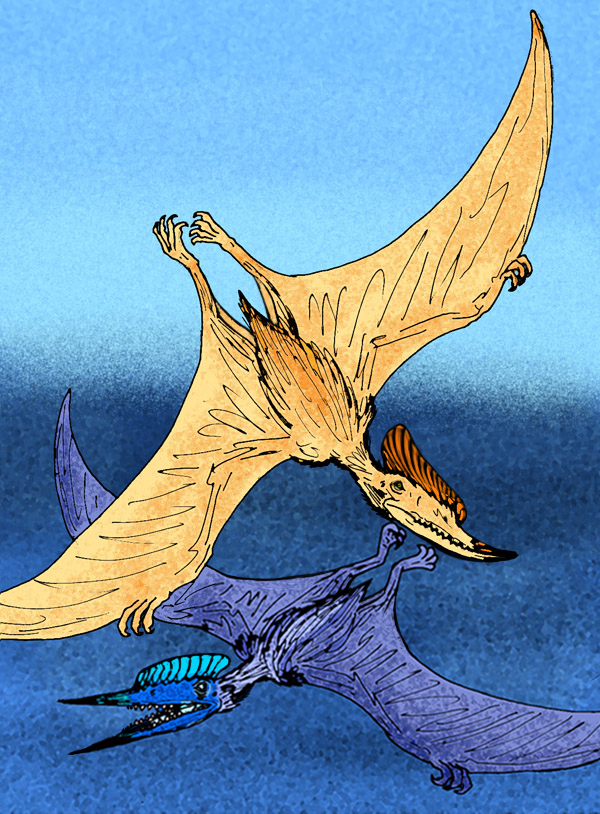
Dsungaripterus (Pterosauria)
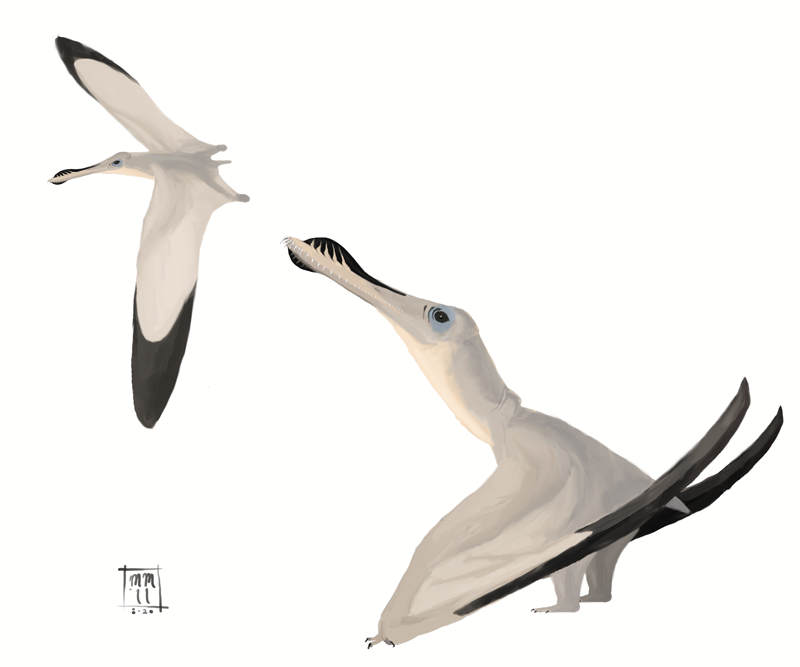
Anhanguera (Pterosauria)
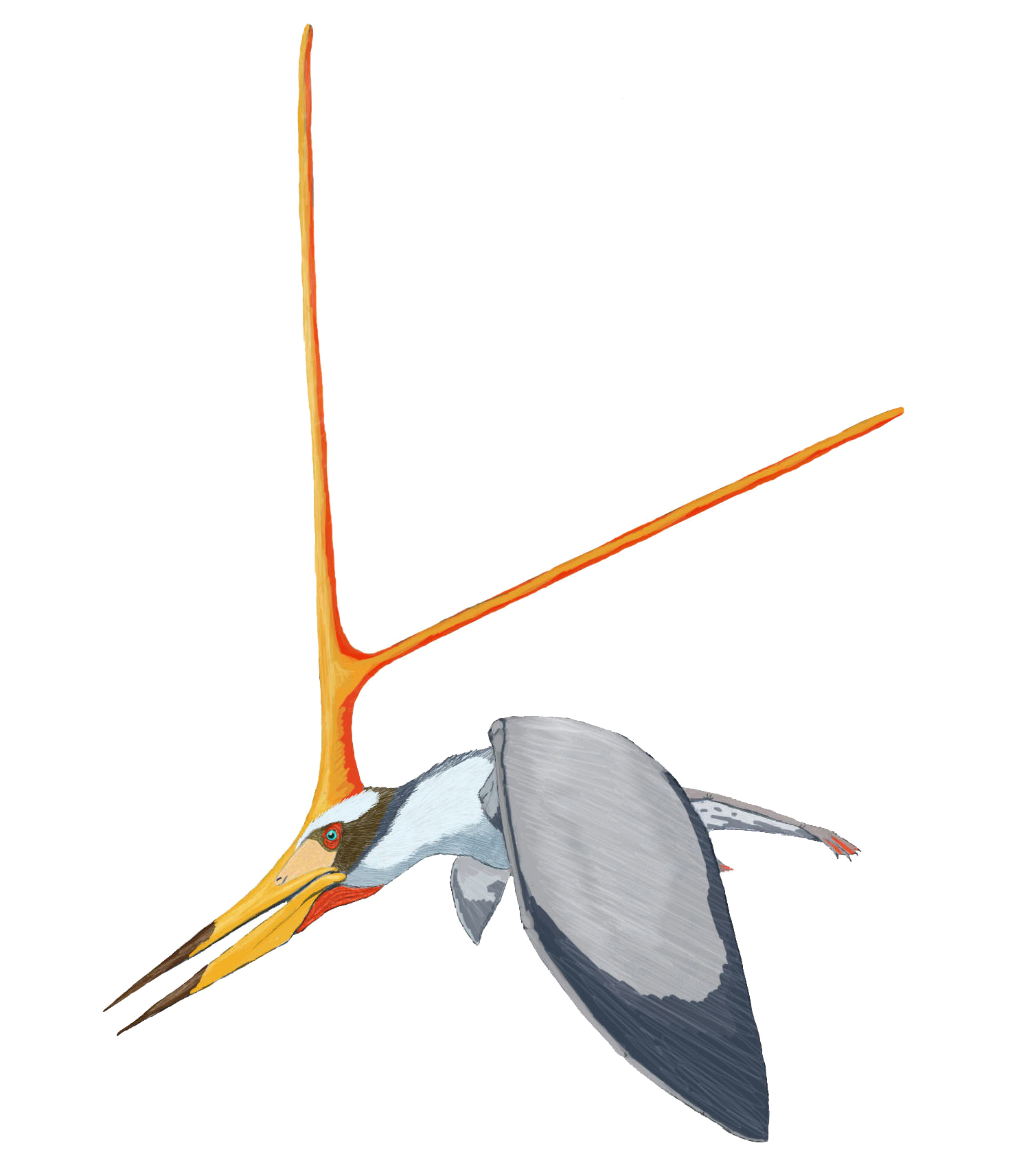
Nyctosaurus (Pterosauria)
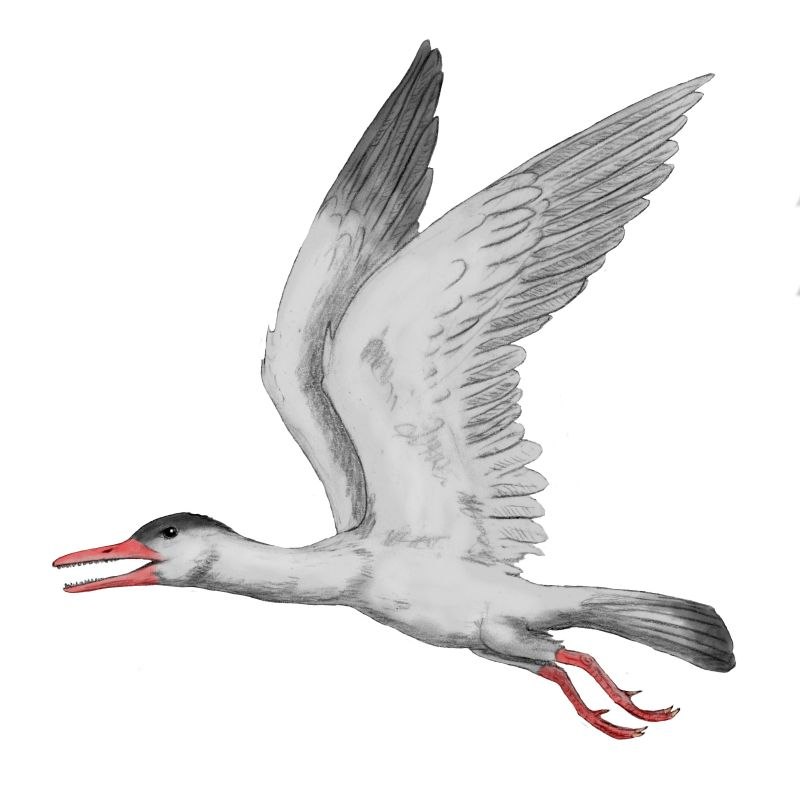
Ichthyornis (Aves)
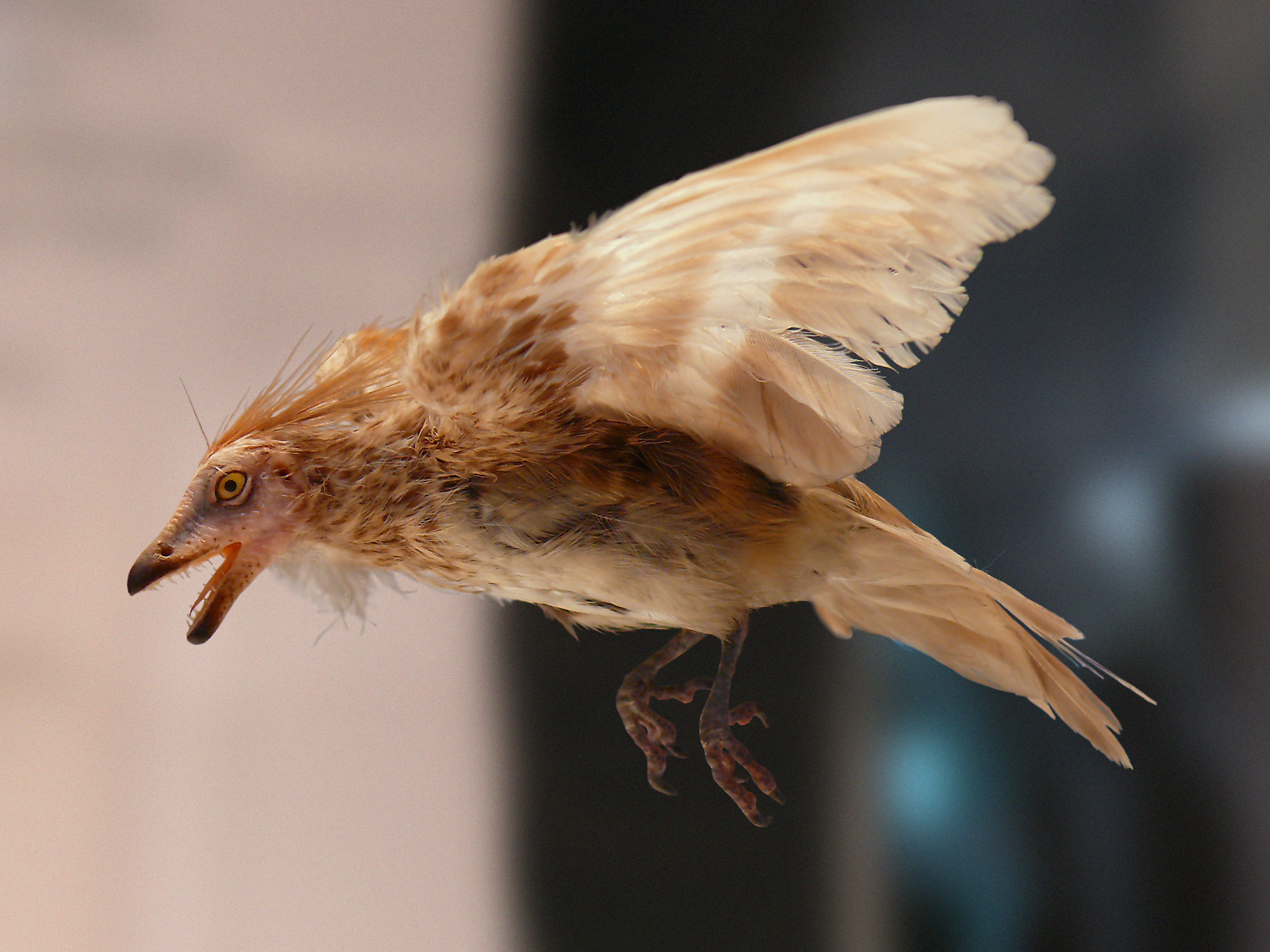
Iberomesornis (Aves)

### Mammiferi
I mammiferi erano limitati a forme piccole incluse fra i marsupiali, i multitubercolati ed altri gruppi estinti. Compaiono i primi mammiferi placentati, antenati degli attuali insettivori, ed i creodonti, entrambi apparsi nel Cretacico superiore. 

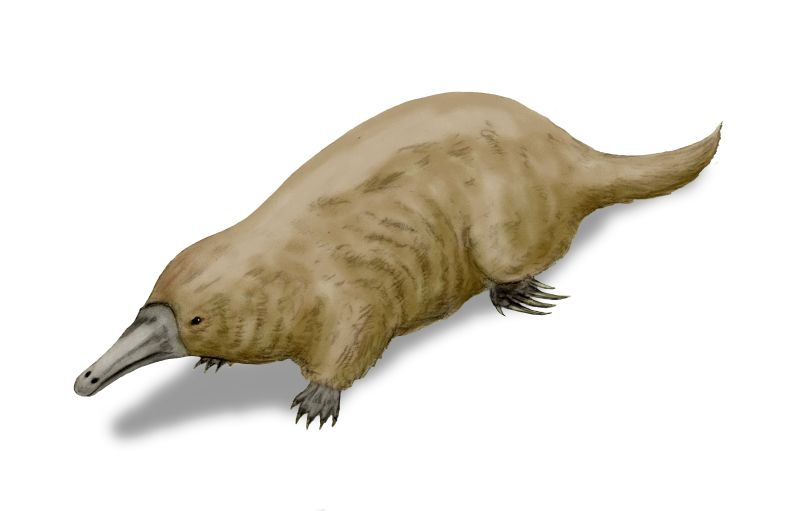
Steropodon
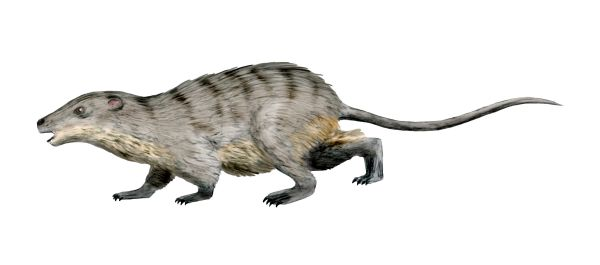
Eomaia

### Invertebrati
Fra gli invertebrati giocano un ruolo decisivo le ammoniti, estintesi alla fine del periodo. Su questi cefalopodi si basa la biostratigrafia più dettagliata del Cretacico, con diverse decine di zone perlopiù europee e nord americane. Le ammoniti sono nella fase tarda della loro evoluzione e presentano diverse peculiarità, alcune delle quali nettamente degenerative. Si hanno forme planispirali con tendenza a svolgere, forme turricolate, forme con avvolgimento irregolare, a gomitolo, e forme completamente svolte, diritte, tipiche del Maastrichtiano, ed inoltre specie giganti, con un diametro superiore al metro e mezzo. Altri cefalopodi interessanti sono le belemniti, anch'esse nella fase terminale della loro evoluzione, che è piuttosto rapida e permette l'individuazione di diverse biozone, permettendo correlazioni precise con le ammoniti. Tra i gasteropodi meritano citazione le nerinee, caratteristiche di un ambiente di piattaforma carbonatica e caratterizzate da molte specie significative. Dopo le ammoniti, i lamellibranchi sono i fossili marini stratigraficamente più importanti con gli inocerami, di ambiente sub-litorale e le rudiste, peculiari degli ambienti di piattaforma carbonatica, in cui formano vere e proprie scogliere organogene o reef. Le rudiste sono per la maggior parte esclusive del Cretacico, a parte il genere originario Diceras, comparso nel Malm). 

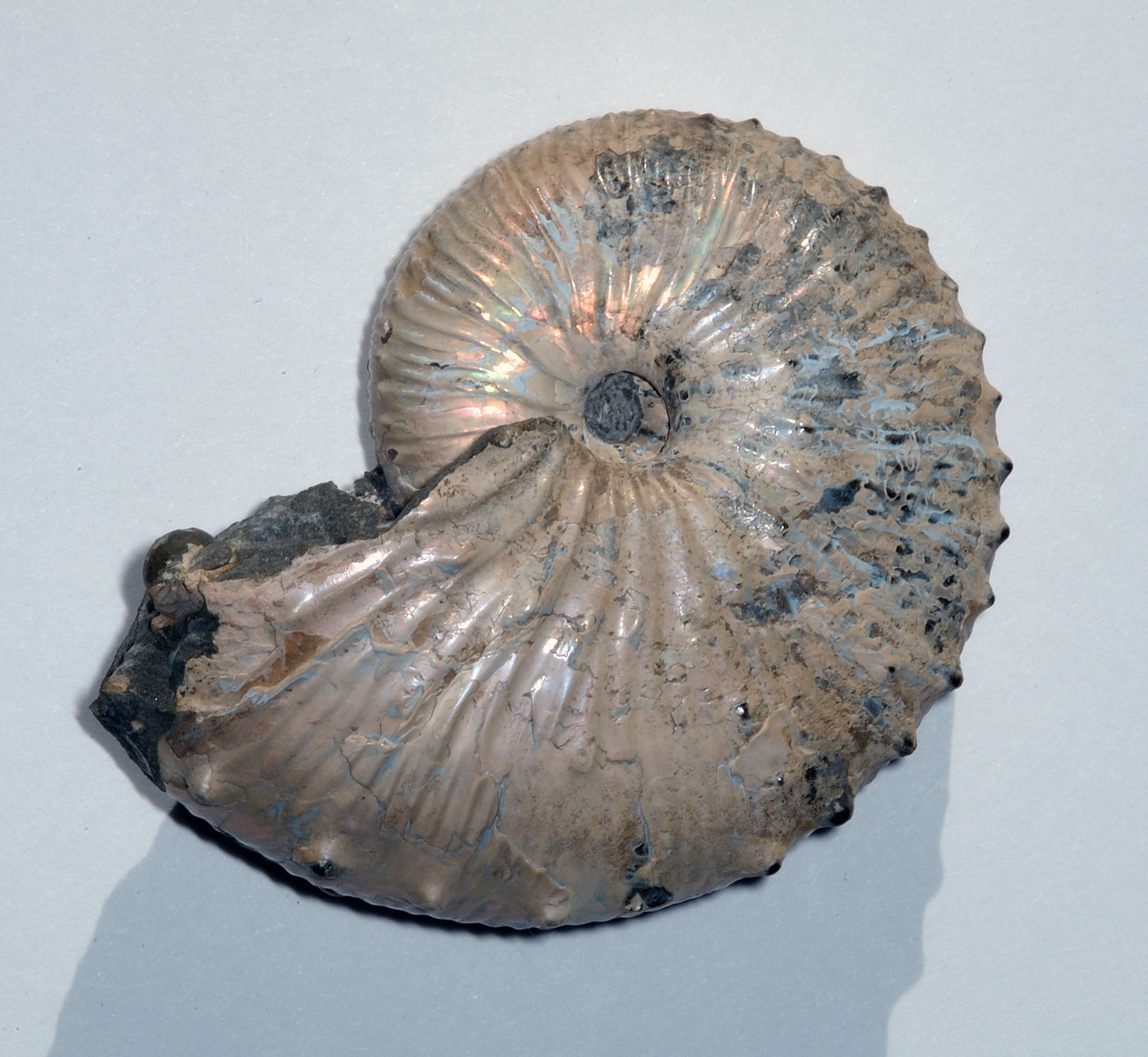
Jeletzkytes (Ammonoidea)
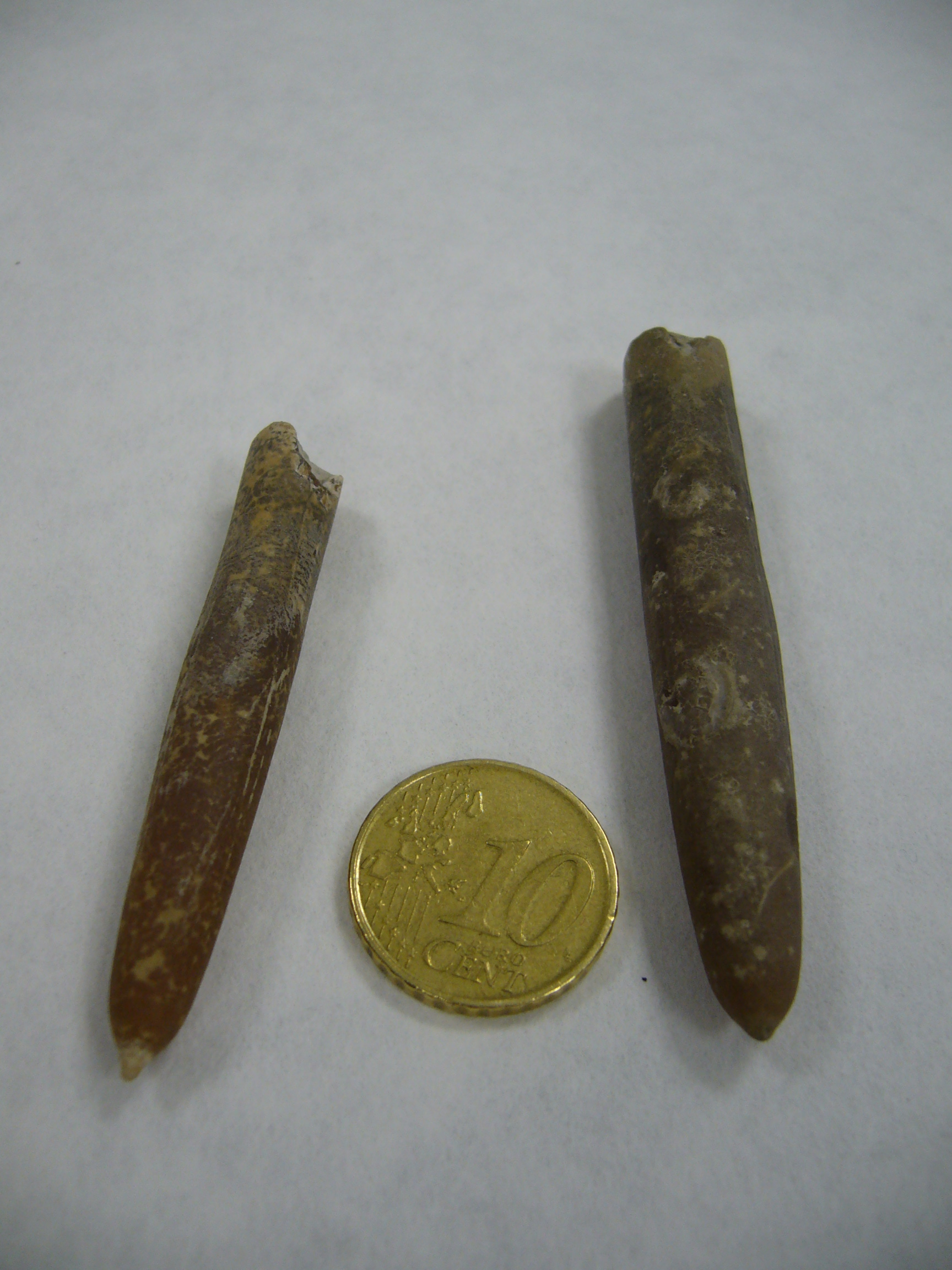
Belemnitella (Belemnoidea)
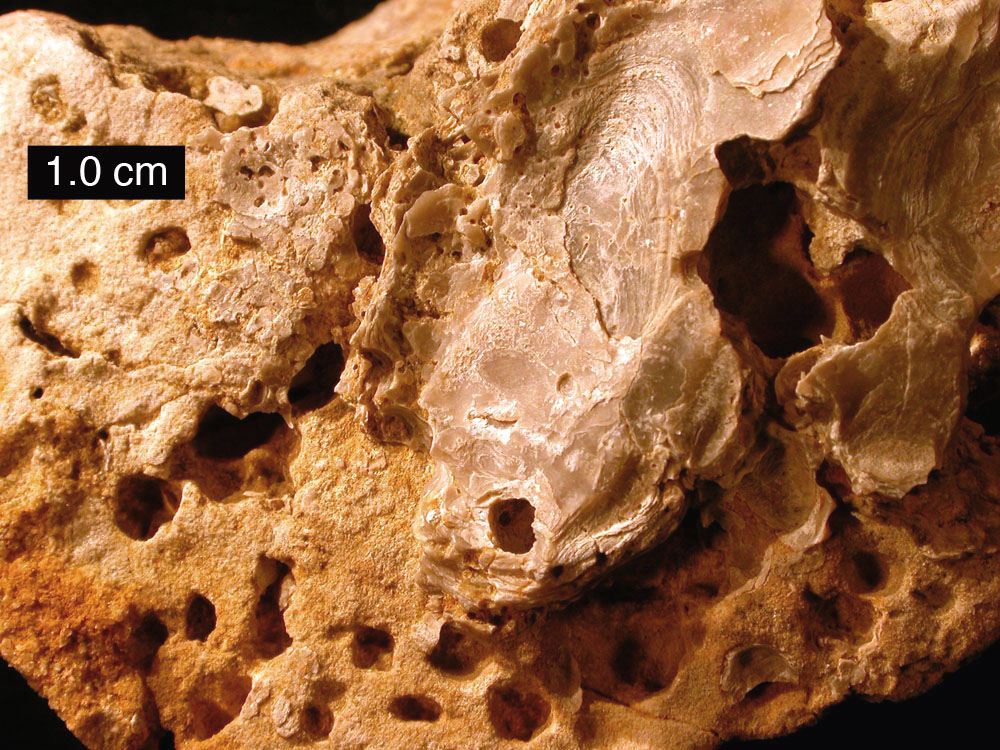
Ostrea (Bivalvia)
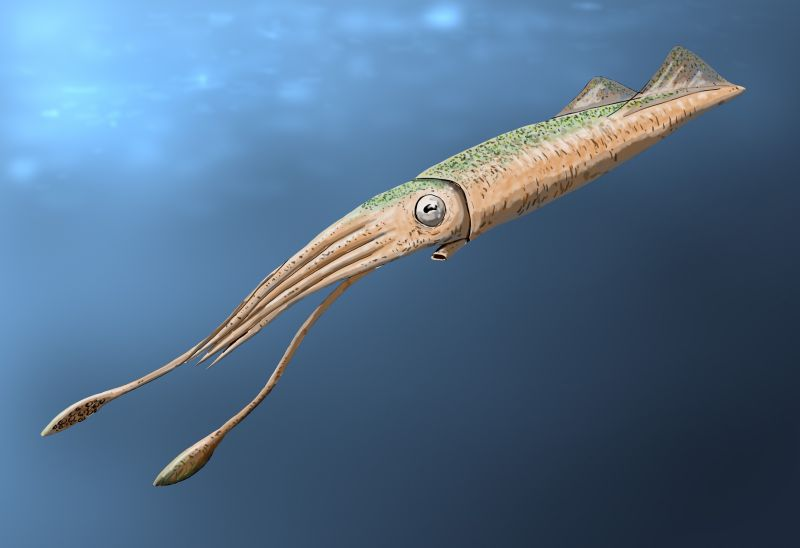
Tusoteuthis (Cephalopoda)
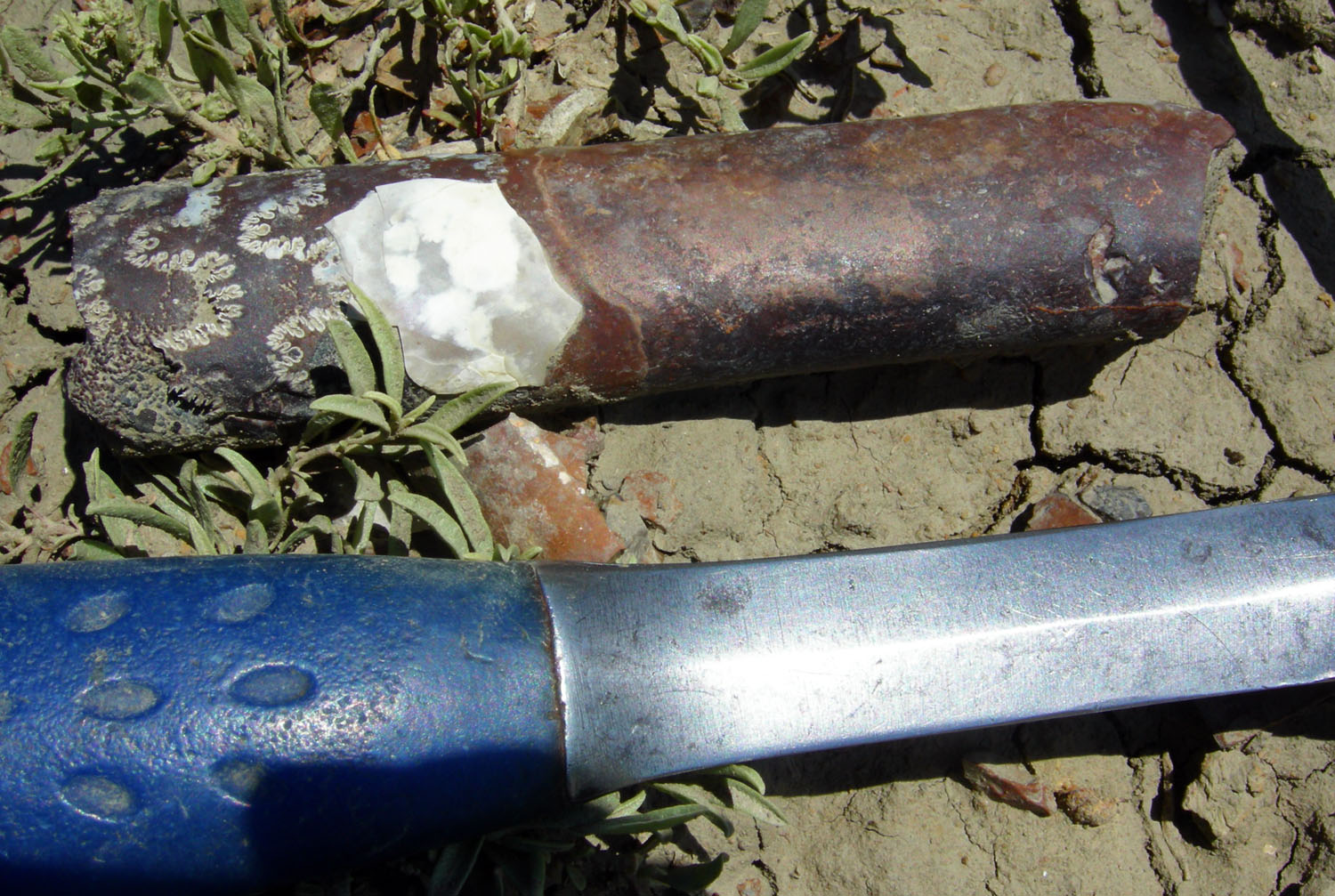
Baculites (Ammonoidea)

Altri fossili di importanza stratigrafica nel Cretaceo sono gli echinoidea irregolari, gli ostracodi e i microfossili. I foraminiferi planctonici, comuni soprattutto nel Cretacico superiore, sono soggetti ad un'evoluzione rapidissima, giungendo alla fine del periodo ad un livello di specializzazione alquanto elevato (Globotruncana, Planoglobulina, Rugoglobigerina, Planomalina, ecc.). Le biozone istituite sulla base di tali abbondanti microfossili di facies pelagica presentano applicabilità ancora maggiore rispetto a quella delle ammoniti. Ancora importanti stratigraficamente sono le calpionelle ed i radiolari, mentre non mostrano peculiarità significative i piccoli foraminiferi bentonici, rappresentati ancora quasi esclusivamente dalle Nodosariidae, come nei periodi precedenti, nel Cretacico inferiore, mentre in quello superiore si fanno più diversificati. Tra i grandi foraminiferi bentonici meritano citazione le Orbitolinidae, le Alveolonidae, le Calcarinidae e le Lituolidae.

## Le piante
Le piante terrestri del Cretacico sono ben conosciute soltanto nelle regioni dove si hanno successioni continentali, ricche di angiosperme monocotiledoni . La flora cretacica è pertanto abbastanza simile a quella attuale, essendovi rappresentate molte delle classi del regno vegetale. Ne differisce sostanzialmente per la mancanza delle dicotiledoni, le più evolute fra le piante, che appariranno solo alla fine del Cenozoico. Fra le piante acquatiche è da notare il declino delle alghe Solenoporaceae e gimnocodiacee, sostituite dalle corallinacee, le quali avranno il loro massimo sviluppo nel Cenozoico. Poco rappresentate nel Cretacico sono le cloroficee, comuni solo localmente, e le caracee, meno limitate delle precedenti e più utili stratigraficamente. Importanza rilevante assumono fossili vegetali come le coccolitine e nannoconidi (nannofossili calcarei), microfossili, entrambi comuni e non esclusivi del Cretacico.

## Passaggio Cretacico-Terziario
Il passaggio Cretacico-Terziario è stato ricalcolato dall'Università della California a Berkeley attraverso una nuova modifica della tecnica di datazione basata su Ar-Ar (L'Ar è un prodotto del decadimento dell'isotopo K-40 con tempo di dimezzamento in 1,25 miliardi di anni)